# Fußball-Europameisterschaft 2024
Die Fußball-Europameisterschaft 2024 der Männer (offiziell UEFA EURO 2024) war die 17. Austragung des Wettbewerbes. Sie fand vom 14. Juni bis zum 14. Juli 2024 in Deutschland statt.
Zum dritten Mal wurden Spiele der Europameisterschaft auf deutschem Boden ausgetragen: Bei der EM 1988 war die Bundesrepublik Deutschland Gastgeber des Turniers; vier Spiele der multinationalen Euro 2021 wurden in München ausgetragen. Die Endrunde kehrte in den ursprünglichen Vierjahreszyklus zurück, nachdem sie 2020 aufgrund der COVID-19-Pandemie auf 2021 verschoben worden war.
Europameister wurde die spanische Nationalmannschaft, die sich im Finale im Berliner Olympiastadion gegen England mit 2:1 durchsetzte. Mit dem Gewinn des vierten Titels übertrafen die Spanier Deutschland mit drei Titeln und sind nun alleiniger Rekordeuropameister. Spanien qualifizierte sich somit für das Finalissima 2025 gegen Argentinien, das sich bei der Copa América 2024 durchsetzte. Die Engländer verloren zum zweiten Mal in Folge nach 2021 das EM-Endspiel. Titelverteidiger Italien schied im Achtelfinale gegen die Schweiz aus.
Die Mannschaften aller drei DACH-Länder nahmen am Turnier teil. Die Nationalelf von Bundestrainer Julian Nagelsmann qualifizierte sich als Gruppensieger der Gruppe A für das Achtelfinale und erreichte nach einem 2:0-Sieg gegen Dänemark erstmals seit der EM 2016 wieder ein Viertelfinale. Dort schied das DFB-Team nach einer umstrittenen Entscheidung des Schiedsrichters mit 1:2 nach Verlängerung gegen den späteren Europameister Spanien aus. Die von Murat Yakin trainierte Schweizer Mannschaft wurde in der Gruppe A hinter Deutschland Zweiter und spielte im Achtelfinale gegen den amtierenden Europameister Italien. Durch einen 2:0-Erfolg erreichte sie das Viertelfinale, musste sich dort jedoch gegen England nach Elfmeterschießen geschlagen geben (5:3). Die österreichische Nationalmannschaft um Teamchef Ralf Rangnick wurde in der Gruppe D Gruppensieger und schied im Achtelfinale mit 1:2 gegen die Türkei aus.
Georgien erreichte bei seiner ersten Endrunden-Teilnahme durch einen 2:0-Erfolg gegen Portugal überraschend das Achtelfinale. Die Türkei spielte zum ersten Mal seit der EM 2008 wieder in einem Viertelfinale, schied dort allerdings mit 1:2 gegen die Niederlande aus.

## Vergabe
Der deutsche und der türkische Verband reichten bis zum 27. April 2018 die vollständigen Bewerbungsunterlagen unter Beachtung des Bewerbungsreglement für die EURO 2024 ein. Im nächsten Schritt prüfte die Union of European Football Associations (UEFA) diese Unterlagen. Auch Inspektionsbesuche vor Ort waren vorgesehen. Die UEFA und mögliche von ihr beauftragte Experten erarbeiteten für jede Bewerbung einen schriftlichen Evaluationsbericht. Diese wurden am 21. September 2018 vorgestellt. Der deutschen Bewerbung wurde eine „inspirierende, kreative und sehr professionelle Vision“ bescheinigt. Auch die Bewertung des türkischen Fußballverbandes fiel insgesamt positiv aus. Dennoch musste sich die türkische Bewerbung Kritik in mehreren Punkten gefallen lassen. So wurde „das Fehlen eines Aktionsplans in Sachen Menschenrechte“ als „problematisch“ angesehen. Des Weiteren hieß es im Bericht: „Infolge der jüngsten wirtschaftlichen Entwicklungen im Land könnten geplante öffentliche Investitionen unter Druck geraten.“ Auch die höhere Stadionkapazität in Deutschland wurde angeführt. Insgesamt schnitt Deutschland in der Beurteilung durch die UEFA besser als die Türkei ab. Die Bewertung war für die Mitglieder des Exekutivkomitees jedoch nicht bindend.
Am 27. September 2018 wählte das UEFA-Exekutivkomitee den Austragungsort Deutschland, mit einem Ergebnis von 12:4 Stimmen für Deutschland, bei einer Enthaltung und einem krankheitsbedingten Ausfall. Stimmberechtigt waren 18 der 20 Komiteemitglieder, da Reinhard Grindel und Servet Yardımcı als Vertreter der beiden Bewerberverbände keine Stimme abgeben durften. Somit trug Deutschland nach der EM 1988 zum zweiten Mal eine Europameisterschaft aus. Zählt man die beiden Weltmeisterschaften 1974 und 2006 hinzu, war es das vierte große Turnier in Deutschland.

## Spielorte
Bis zum 17. Februar 2017 konnten Städte und Stadien, die Spiele ausrichten wollten, eine Interessenbekundung beim Deutschen Fußball-Bund (DFB) einreichen. Bis zu diesem Tag reichten 18 Städte und Stadien (Anforderung: mindestens 30.000 Sitzplätze) die erforderlichen Unterlagen ein. Im Bewerbungsverfahren zogen sich Dresden, Freiburg, Karlsruhe und Kaiserslautern zurück. Bis zum Stichtag am 26. April 2017 bekundeten ihr Interesse: Berlin, Bremen, Dortmund, Düsseldorf, Frankfurt am Main, Gelsenkirchen, Hamburg, Hannover, Köln, Leipzig, Mönchengladbach, München, Nürnberg und Stuttgart.
Die 14 Städte und ihre Stadien wurden vom Bewerbungskomitee des DFB hinsichtlich Stadionkapazität, Infrastruktur und Sicherheitsaspekte bewertet. Am 15. September 2017 wählte das DFB-Präsidium davon zehn aus: Berlin, Dortmund, Düsseldorf, Frankfurt am Main, Gelsenkirchen, Hamburg, Köln, Leipzig, München und Stuttgart. Am 22. Januar 2020 gab die UEFA die offiziellen, werbefreien Stadionnamen sowie die Zuschauerkapazitäten während des Turniers bekannt. Es wurden 2,7 Millionen Stadienbesucher erwartet.
Da bei einer Europameisterschaft keine andere Werbung als die von der UEFA gemacht werden darf, wurden die werbebehafteten Stadien für diesen Wettbewerb umbenannt.
Das Eröffnungsspiel fand in der Münchner Fußball Arena und das Endspiel im Berliner Olympiastadion statt.
Zur Zeit des Turniers waren mit dem Volksparkstadion in Hamburg, der Arena AufSchalke in Gelsenkirchen, dem Olympiastadion in Berlin, dem Müngersdorfer Stadion in Köln und der Arena in Düsseldorf fünf der zehn Stadien Heimspielstätten von Zweitligisten.

### Spielorte und Stadien
| Ort               | Stadion (Name im Ligabetrieb)               | Kapazität | Anzahl der Spiele                                                   | Fotografie des Stadions |
| ----------------- | ------------------------------------------- | --------- | ------------------------------------------------------------------- | ----------------------- |
| Berlin            | Olympiastadion Berlin                       | 71.000    | 3 Gruppenspiele 1 Achtelfinale 1 Viertelfinale Finale               | Olympiastadion Berlin   |
| Dortmund          | BVB Stadion Dortmund (Signal Iduna Park)    | 62.000    | 4 Gruppenspiele 1 Achtelfinale 1 Halbfinale                         | BVB Stadion Dortmund    |
| Düsseldorf        | Düsseldorf Arena (Merkur Spiel-Arena)       | 47.000    | 3 Gruppenspiele 1 Achtelfinale 1 Viertelfinale                      | Düsseldorf Arena        |
| Frankfurt am Main | Frankfurt Arena (Deutsche Bank Park)        | 47.000    | 4 Gruppenspiele 1 Achtelfinale                                      | Waldstadion             |
| Gelsenkirchen     | Arena AufSchalke (Veltins-Arena)            | 50.000    | 3 Gruppenspiele 1 Achtelfinale                                      | Arena AufSchalke        |
| Hamburg           | Volksparkstadion Hamburg (Volksparkstadion) | 49.000    | 4 Gruppenspiele 1 Viertelfinale                                     | Volksparkstadion        |
| Köln              | Köln Stadion (Rheinenergiestadion)          | 43.000    | 4 Gruppenspiele 1 Achtelfinale                                      | Köln Stadion            |
| Leipzig           | Leipzig Stadion (Red Bull Arena)            | 40.000    | 3 Gruppenspiele 1 Achtelfinale                                      | Leipzig Stadion         |
| München           | München Fußball Arena (Allianz Arena)       | 66.000    | 4 Gruppenspiele (inkl. Eröffnungsspiel) 1 Achtelfinale 1 Halbfinale | München Fußball Arena   |
| Stuttgart         | Stuttgart Arena (MHPArena)                  | 54.000    | 4 Gruppenspiele 1 Viertelfinale                                     | Stuttgart Arena         |

## Modus

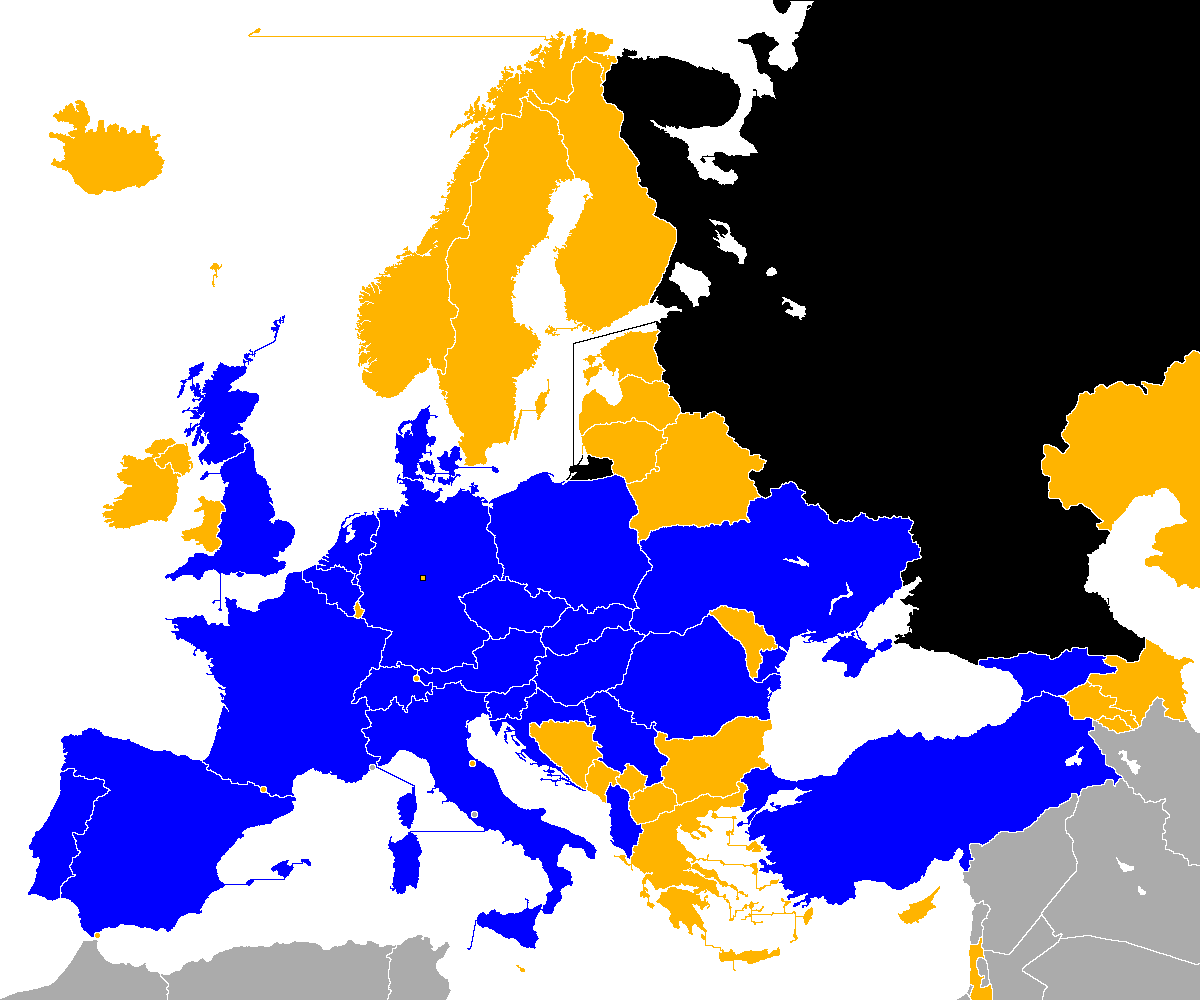
Europakarte zu den qualifizierten Nationen:
qualifiziert
nicht qualifiziert
von der Teilnahme ausgeschlossen
kein UEFA-Mitglied

### Qualifikation
Die Auslosung der Qualifikationsgruppen fand am 9. Oktober 2022 in der Festhalle in Frankfurt am Main statt. Die 53 teilnehmenden Nationen der UEFA wurden anhand der Abschlusstabelle der UEFA Nations League auf sieben absteigend starke Lostöpfe verteilt, wobei Deutschland (als Gastgeber) und Russland (ausgeschlossen wegen des Ukraine-Kriegs) übergangen wurden. Russland sollte zunächst an der Auslosung teilnehmen, um im Falle einer Aufhebung des Ausschlusses der russischen Fußballmannschaft kein neues Losverfahren durchführen zu müssen. Der russische Fußballverband wurde aber am 20. September 2022 auch von der Auslosung ausgeschlossen.
Nach Abschluss der Gruppenphase der Qualifikation (März bis November 2023) standen 21 der 24 Teilnehmer fest, die letzten drei Teilnehmer wurden durch Play-offs im März 2024 ermittelt.

### Teilnehmer
Die folgenden 24 Mannschaften nahmen am Endrunden-Turnier teil:
| Nation      | Qualifiziert als  | Qualifiziert am    | Topf | FIFA-Rang | Endrundenteilnahmen | Endrundenteilnahmen |
| Nation      | Qualifiziert als  | Qualifiziert am    | Topf | FIFA-Rang | Anzahl              | zuletzt             |
| ----------- | ----------------- | ------------------ | ---- | --------- | ------------------- | ------------------- |
| Deutschland | Gastgeber         | 27. September 2018 | 1    | 16        | 13                  | 2021                |
| Belgien     | 1. der Gruppe F   | 13. Oktober 2023   | 1    | 03        | 06                  | 2021                |
| Frankreich  | 1. der Gruppe B   | 13. Oktober 2023   | 1    | 02        | 10                  | 2021                |
| Portugal    | 1. der Gruppe J   | 13. Oktober 2023   | 1    | 06        | 08                  | 2021                |
| Schottland  | 2. der Gruppe A   | 15. Oktober 2023   | 3    | 39        | 03                  | 2021                |
| Spanien     | 1. der Gruppe A   | 15. Oktober 2023   | 1    | 08        | 11                  | 2021                |
| Türkei      | 1. der Gruppe D   | 15. Oktober 2023   | 2    | 40        | 05                  | 2021                |
| Österreich  | 2. der Gruppe F   | 16. Oktober 2023   | 2    | 25        | 03                  | 2021                |
| England     | 1. der Gruppe C   | 17. Oktober 2023   | 1    | 04        | 10                  | 2021                |
| Ungarn      | 1. der Gruppe G   | 16. November 2023  | 2    | 26        | 04                  | 2021                |
| Slowakei    | 2. der Gruppe J   | 16. November 2023  | 3    | 48        | 02                  | 2021                |
| Albanien    | 1. der Gruppe E   | 17. November 2023  | 2    | 66        | 01                  | 2016                |
| Dänemark    | 1. der Gruppe H   | 17. November 2023  | 2    | 21        | 09                  | 2021                |
| Niederlande | 2. der Gruppe B   | 18. November 2023  | 3    | 07        | 10                  | 2021                |
| Rumänien    | 1. der Gruppe I   | 18. November 2023  | 2    | 46        | 05                  | 2016                |
| Schweiz     | 2. der Gruppe I   | 18. November 2023  | 4    | 19        | 05                  | 2021                |
| Serbien     | 2. der Gruppe G   | 19. November 2023  | 4    | 33        | 05                  | 2000                |
| Tschechien  | 2. der Gruppe E   | 20. November 2023  | 3    | 36        | 10                  | 2021                |
| Italien     | 2. der Gruppe C   | 20. November 2023  | 4    | 09        | 10                  | 2021                |
| Slowenien   | 2. der Gruppe H   | 20. November 2023  | 3    | 57        | 01                  | 2000                |
| Kroatien    | 2. der Gruppe D   | 21. November 2023  | 3    | 10        | 06                  | 2021                |
| Polen       | Sieger Play-off A | 26. März 2024      | 4    | 28        | 04                  | 2021                |
| Ukraine     | Sieger Play-off B | 26. März 2024      | 4    | 22        | 03                  | 2021                |
| Georgien    | Sieger Play-off C | 26. März 2024      | 4    | 75        | 0                   | –                   |

Anmerkungen
1. ↑  Stand: 4. April 2024
2. ↑  Fußball-Europameisterschaft 2024 nicht inbegriffen
3. ↑  Serbien nahm erstmals als eigenständige Nation teil, wird jedoch von der UEFA als Nachfolger von Jugoslawien, der BR Jugoslawien sowie von Serbien und Montenegro betrachtet.
4. ↑  als Teil der BR Jugoslawien
5. ↑  einschließlich drei Teilnahmen als Tschechoslowakei

### Auslosung der Endrunde
Die Auslosung der EM-Gruppenphase fand am 2. Dezember 2023 in der Hamburger Elbphilharmonie statt. Die Teilnehmer wurden aus vier Lostöpfen in sechs Gruppen zu je vier Mannschaften gelost. Da die Auslosung noch vor dem Play-off-Turnier stattfand, wurden drei Platzhalter für die Play-off-Sieger den Gruppen zugelost. Gastgeber Deutschland war in Gruppe A gesetzt.
Die 24 qualifizierten Mannschaften wurden auf vier Töpfe mit jeweils sechs Mannschaften aufgeteilt. Basis dafür war die Abschlusstabelle der Qualifikation:
1. Topf mit dem Gastgeber und den fünf besten Gruppensiegern (Platz 1 – 5 der Abschlusstabelle)
2. Topf mit den anderen fünf Gruppensiegern und dem besten Gruppenzweiten (Platz 6 – 11)
3. Topf mit den nächsten sechs Gruppenzweiten (Platz 12 – 17)
4. Topf mit den letzten drei Gruppenzweiten (Platz 18 – 20) und den drei Gewinnern der Play-offs

Topf 1:
- Deutschland (Gastgeber)
- Portugal
- Frankreich
- Spanien
- Belgien
- England

Topf 2:
- Ungarn
- Türkei
- Rumänien
- Dänemark
- Albanien
- Österreich

Topf 3:
- Niederlande
- Schottland
- Kroatien
- Slowenien
- Slowakei
- Tschechien

Topf 4:
- Italien (Titelverteidiger)
- Serbien
- Schweiz
- Polen 1
- Ukraine 2
- Georgien 3

### Kadergröße
Im Gegensatz zu den beiden vorangegangenen Turnieren (EM 2021 und WM 2022), die COVID-19-bedingt eine Kadergröße von 26 Spielern zuließen, hatte die UEFA ursprünglich beschlossen, für dieses Turnier wieder zur zuvor gängigen Kadergröße von 23 Spielern zurückzukehren. Im Mai 2024 gab das Komitee für Nationalmannschafts-Wettbewerbe der UEFA bekannt, diesen Beschluss wieder zurückzunehmen und eine Kadergröße von 26 Spielern zuzulassen.

## Vorrunde
Der Spielplan wurde am 10. Mai 2022 bekannt gegeben. Am 14. Juni 2023, also genau ein Jahr vor Beginn des Turniers, gab die UEFA die Anstoßzeiten der Vorrundenspiele bekannt. Die Spiele wurden um 15:00 Uhr, 18:00 Uhr oder 21:00 Uhr angepfiffen.

### Gruppe A
| Pl. | Land        | Sp. | S | U | N | Tore    | Diff. | Punkte |
| --- | ----------- | --- | - | - | - | ------- | ----- | ------ |
| 1.  | Deutschland | 3   | 2 | 1 | 0 | 008:200 | +6    | 07     |
| 2.  | Schweiz     | 3   | 1 | 2 | 0 | 005:300 | +2    | 05     |
| 3.  | Ungarn      | 3   | 1 | 0 | 2 | 002:500 | −3    | 03     |
| 4.  | Schottland  | 3   | 0 | 1 | 2 | 002:700 | −5    | 01     |

|                                                             |   |             |           |
| Fr., 14. Juni 2024 um 21:00 Uhr (MESZ) in München           |   |             |           |
| Deutschland                                                 | – | Schottland  | 5:1 (3:0) |
| Sa., 15. Juni 2024 um 15:00 Uhr (MESZ) in Köln              |   |             |           |
| Ungarn                                                      | – | Schweiz     | 1:3 (0:2) |
| Mi., 19. Juni 2024 um 18:00 Uhr (MESZ) in Stuttgart         |   |             |           |
| Deutschland                                                 | – | Ungarn      | 2:0 (1:0) |
| Mi., 19. Juni 2024 um 21:00 Uhr (MESZ) in Köln              |   |             |           |
| Schottland                                                  | – | Schweiz     | 1:1 (1:1) |
| So., 23. Juni 2024 um 21:00 Uhr (MESZ) in Frankfurt am Main |   |             |           |
| Schweiz                                                     | – | Deutschland | 1:1 (1:0) |
| So., 23. Juni 2024 um 21:00 Uhr (MESZ) in Stuttgart         |   |             |           |
| Schottland                                                  | – | Ungarn      | 0:1 (0:0) |

### Gruppe B
| Pl. | Land     | Sp. | S | U | N | Tore    | Diff. | Punkte |
| --- | -------- | --- | - | - | - | ------- | ----- | ------ |
| 1.  | Spanien  | 3   | 3 | 0 | 0 | 005:000 | +5    | 09     |
| 2.  | Italien  | 3   | 1 | 1 | 1 | 003:300 | ±0    | 04     |
| 3.  | Kroatien | 3   | 0 | 2 | 1 | 003:600 | −3    | 02     |
| 4.  | Albanien | 3   | 0 | 1 | 2 | 003:500 | −2    | 01     |

|                                                         |   |          |           |
| Sa., 15. Juni 2024 um 18:00 Uhr (MESZ) in Berlin        |   |          |           |
| Spanien                                                 | – | Kroatien | 3:0 (3:0) |
| Sa., 15. Juni 2024 um 21:00 Uhr (MESZ) in Dortmund      |   |          |           |
| Italien                                                 | – | Albanien | 2:1 (2:1) |
| Mi., 19. Juni 2024 um 15:00 Uhr (MESZ) in Hamburg       |   |          |           |
| Kroatien                                                | – | Albanien | 2:2 (0:1) |
| Do., 20. Juni 2024 um 21:00 Uhr (MESZ) in Gelsenkirchen |   |          |           |
| Spanien                                                 | – | Italien  | 1:0 (0:0) |
| Mo., 24. Juni 2024 um 21:00 Uhr (MESZ) in Leipzig       |   |          |           |
| Kroatien                                                | – | Italien  | 1:1 (0:0) |
| Mo., 24. Juni 2024 um 21:00 Uhr (MESZ) in Düsseldorf    |   |          |           |
| Albanien                                                | – | Spanien  | 0:1 (0:1) |

### Gruppe C
| Pl. | Land      | Sp. | S | U | N | Tore    | Diff. | Punkte |
| --- | --------- | --- | - | - | - | ------- | ----- | ------ |
| 1. | England   | 3   | 1 | 2 | 0 | 002:100 | +1    | 05     |
| 2. | Dänemark  | 3   | 0 | 3 | 0 | 002:200 | ±0    | 03     |
| 3. | Slowenien | 3   | 0 | 3 | 0 | 002:200 | ±0    | 03     |
| 4. | Serbien   | 3   | 0 | 2 | 1 | 001:200 | −1    | 02     |
| Für die Platzierung der dänischen und slowenischen Mannschaft ist die Fair-Play-Wertung maßgeblich (Dänemark: 6 gelbe Karten, Slowenien: 7 gelbe Karten) |           |     |   |   |   |         |       |        |

|                                                             |   |           |           |
| So., 16. Juni 2024 um 18:00 Uhr (MESZ) in Stuttgart         |   |           |           |
| Slowenien                                                   | – | Dänemark  | 1:1 (0:1) |
| So., 16. Juni 2024 um 21:00 Uhr (MESZ) in Gelsenkirchen     |   |           |           |
| Serbien                                                     | – | England   | 0:1 (0:1) |
| Do., 20. Juni 2024 um 15:00 Uhr (MESZ) in München           |   |           |           |
| Slowenien                                                   | – | Serbien   | 1:1 (0:0) |
| Do., 20. Juni 2024 um 18:00 Uhr (MESZ) in Frankfurt am Main |   |           |           |
| Dänemark                                                    | – | England   | 1:1 (1:1) |
| Di., 25. Juni 2024 um 21:00 Uhr (MESZ) in Köln              |   |           |           |
| England                                                     | – | Slowenien | 0:0       |
| Di., 25. Juni 2024 um 21:00 Uhr (MESZ) in München           |   |           |           |
| Dänemark                                                    | – | Serbien   | 0:0       |

### Gruppe D
| Pl. | Land        | Sp. | S | U | N | Tore    | Diff. | Punkte |
| --- | ----------- | --- | - | - | - | ------- | ----- | ------ |
| 1.  | Österreich  | 3   | 2 | 0 | 1 | 006:400 | +2    | 06     |
| 2.  | Frankreich  | 3   | 1 | 2 | 0 | 002:100 | +1    | 05     |
| 3.  | Niederlande | 3   | 1 | 1 | 1 | 004:400 | ±0    | 04     |
| 4.  | Polen       | 3   | 0 | 1 | 2 | 003:600 | −3    | 01     |

|                                                      |   |             |           |
| So., 16. Juni 2024 um 15:00 Uhr (MESZ) in Hamburg    |   |             |           |
| Polen                                                | – | Niederlande | 1:2 (1:1) |
| Mo., 17. Juni 2024 um 21:00 Uhr (MESZ) in Düsseldorf |   |             |           |
| Österreich                                           | – | Frankreich  | 0:1 (0:1) |
| Fr., 21. Juni 2024 um 18:00 Uhr (MESZ) in Berlin     |   |             |           |
| Polen                                                | – | Österreich  | 1:3 (1:1) |
| Fr., 21. Juni 2024 um 21:00 Uhr (MESZ) in Leipzig    |   |             |           |
| Niederlande                                          | – | Frankreich  | 0:0       |
| Di., 25. Juni 2024 um 18:00 Uhr (MESZ) in Berlin     |   |             |           |
| Niederlande                                          | – | Österreich  | 2:3 (0:1) |
| Di., 25. Juni 2024 um 18:00 Uhr (MESZ) in Dortmund   |   |             |           |
| Frankreich                                           | – | Polen       | 1:1 (0:0) |

### Gruppe E
| Pl. | Land     | Sp. | S | U | N | Tore    | Diff. | Punkte |
| --- | -------- | --- | - | - | - | ------- | ----- | ------ |
| 1.  | Rumänien | 3   | 1 | 1 | 1 | 004:300 | +1    | 04     |
| 2.  | Belgien  | 3   | 1 | 1 | 1 | 002:100 | +1    | 04     |
| 3.  | Slowakei | 3   | 1 | 1 | 1 | 003:300 | ±0    | 04     |
| 4.  | Ukraine  | 3   | 1 | 1 | 1 | 002:400 | −2    | 04     |

|                                                             |   |          |           |
| Mo., 17. Juni 2024 um 15:00 Uhr (MESZ) in München           |   |          |           |
| Rumänien                                                    | – | Ukraine  | 3:0 (1:0) |
| Mo., 17. Juni 2024 um 18:00 Uhr (MESZ) in Frankfurt am Main |   |          |           |
| Belgien                                                     | – | Slowakei | 0:1 (0:1) |
| Fr., 21. Juni 2024 um 15:00 Uhr (MESZ) in Düsseldorf        |   |          |           |
| Slowakei                                                    | – | Ukraine  | 1:2 (1:0) |
| Sa., 22. Juni 2024 um 21:00 Uhr (MESZ) in Köln              |   |          |           |
| Belgien                                                     | – | Rumänien | 2:0 (1:0) |
| Mi., 26. Juni 2024 um 18:00 Uhr (MESZ) in Frankfurt am Main |   |          |           |
| Slowakei                                                    | – | Rumänien | 1:1 (1:1) |
| Mi., 26. Juni 2024 um 18:00 Uhr (MESZ) in Stuttgart         |   |          |           |
| Ukraine                                                     | – | Belgien  | 0:0       |

### Gruppe F
| Pl. | Land       | Sp. | S | U | N | Tore    | Diff. | Punkte |
| --- | ---------- | --- | - | - | - | ------- | ----- | ------ |
| 1. | Portugal   | 3   | 2 | 0 | 1 | 005:300 | +2    | 06     |
| 2. | Türkei     | 3   | 2 | 0 | 1 | 005:500 | ±0    | 06     |
| 3. | Georgien   | 3   | 1 | 1 | 1 | 004:400 | ±0    | 04     |
| 4. | Tschechien | 3   | 0 | 1 | 2 | 003:500 | −2    | 01     |
| Für die Platzierung der portugiesischen und türkischen Mannschaft war der direkte Vergleich (3:0) maßgeblich |            |     |   |   |   |         |       |        |

|                                                         |   |            |           |
| Di., 18. Juni 2024 um 18:00 Uhr (MESZ) in Dortmund      |   |            |           |
| Türkei                                                  | – | Georgien   | 3:1 (1:1) |
| Di., 18. Juni 2024 um 21:00 Uhr (MESZ) in Leipzig       |   |            |           |
| Portugal                                                | – | Tschechien | 2:1 (0:0) |
| Sa., 22. Juni 2024 um 15:00 Uhr (MESZ) in Hamburg       |   |            |           |
| Georgien                                                | – | Tschechien | 1:1 (1:0) |
| Sa., 22. Juni 2024 um 18:00 Uhr (MESZ) in Dortmund      |   |            |           |
| Türkei                                                  | – | Portugal   | 0:3 (0:2) |
| Mi., 26. Juni 2024 um 21:00 Uhr (MESZ) in Gelsenkirchen |   |            |           |
| Georgien                                                | – | Portugal   | 2:0 (1:0) |
| Mi., 26. Juni 2024 um 21:00 Uhr (MESZ) in Hamburg       |   |            |           |
| Tschechien                                              | – | Türkei     | 1:2 (0:1) |

### Platzierungskriterien zur Gruppenphase
Die Platzierungen in der Gruppe werden bei punktgleichen Teams aus den Direktbegegnungen der betroffenen Teams bestimmt. Hierbei zählen nacheinander die Punktzahl, die Tordifferenz und die erzielten Tore dieser Spiele. Sollte dieses Vorgehen die Reihenfolge teilweise, aber nicht ganz geklärt haben, wird es für die Teams, deren Platzierung noch nicht geklärt ist, wiederholt. Sollte dies immer noch nicht ausreichen, werden nacheinander die bessere Tordifferenz und die höhere Torzahl aus allen Gruppenspielen angewandt. Als letzte Mittel werden danach die Fair-Play-Wertung und die Schlussrangliste der Qualifikation herangezogen. Eine Ausnahme davon gilt, wenn die zwei betreffenden Mannschaften im letzten Spiel aufeinander treffen, das Spiel unentschieden endet und beide Mannschaften auch ansonsten die gleiche Tordifferenz und Toranzahl vorweisen. In diesem Fall wird die Platzierung durch ein Elfmeterschießen entschieden, sofern keine dritte Mannschaft punktgleich ist.
Neben den sechs Gruppensiegern und sechs Gruppenzweiten qualifizieren sich vier der Gruppendritten für das Achtelfinale. Für den Vergleich der Gruppendritten gelten nacheinander höhere Punktzahl, bessere Tordifferenz, größere Anzahl erzielter Tore, größere Anzahl Siege, Fair-Play-Wertung und zuletzt die Wertung in der EM-Qualifikation.
| 1. | Niederlande | 3 | 1 | 1 | 1 | 004:400 | ±0 | 04 | D | 2  | 0 | 0 | 2  |
| 2. | Georgien    | 3 | 1 | 1 | 1 | 004:400 | ±0 | 04 | F | 6  | 0 | 0 | 6  |
| 3. | Slowakei    | 3 | 1 | 1 | 1 | 003:300 | ±0 | 04 | E | 2  | 0 | 0 | 2  |
| 4. | Slowenien   | 3 | 0 | 3 | 0 | 002:200 | ±0 | 03 | C | 7  | 0 | 0 | 7  |
| 5. | Ungarn      | 3 | 1 | 0 | 2 | 002:500 | −3 | 03 | A | 10 | 0 | 0 | 10 |
| 6. | Kroatien    | 3 | 0 | 2 | 1 | 003:600 | −3 | 02 | B | 7  | 0 | 0 | 7  |

Für das Achtelfinale qualifizierte Gruppendritte
| Fair-Play-Wertung (FP) gemäß Artikel 20.01 des UEFA-Regelwerkes einfache Summe der Karten: |                                                   |
| Gelbe Karte                                                                                | je 1 Punkt                                        |
| Gelb-Rote Karte                                                                            | je 3 Punkte; erste Gelbe Karte ist hier enthalten |
| Rote Karte                                                                                 | je 3 Punkte                                       |

Die Paarungen mit den qualifizierten Gruppendritten für das Achtelfinale setzen sich wie folgt zusammen:
| Qualifizierte Gruppendritte | Qualifizierte Gruppendritte | Qualifizierte Gruppendritte | Qualifizierte Gruppendritte | Qualifizierte Gruppendritte | Qualifizierte Gruppendritte | 1B vs | 1C vs | 1E vs | 1F vs |
| --------------------------- | --------------------------- | --------------------------- | --------------------------- | --------------------------- | --------------------------- | ----- | ----- | ----- | ----- |
| A                           | B                           | C                           | D                           |                             |                             | 3A    | 3D    | 3B    | 3C    |
| A                           | B                           | C                           |                             | E                           |                             | 3A    | 3E    | 3B    | 3C    |
| A                           | B                           | C                           |                             |                             | F                           | 3A    | 3F    | 3B    | 3C    |
| A                           | B                           |                             | D                           | E                           |                             | 3D    | 3E    | 3A    | 3B    |
| A                           | B                           |                             | D                           |                             | F                           | 3D    | 3F    | 3A    | 3B    |
| A                           | B                           |                             |                             | E                           | F                           | 3E    | 3F    | 3B    | 3A    |
| A                           |                             | C                           | D                           | E                           |                             | 3E    | 3D    | 3C    | 3A    |
| A                           |                             | C                           | D                           |                             | F                           | 3F    | 3D    | 3C    | 3A    |
| A                           |                             | C                           |                             | E                           | F                           | 3E    | 3F    | 3C    | 3A    |
| A                           |                             |                             | D                           | E                           | F                           | 3E    | 3F    | 3D    | 3A    |
|                             | B                           | C                           | D                           | E                           |                             | 3E    | 3D    | 3B    | 3C    |
|                             | B                           | C                           | D                           |                             | F                           | 3F    | 3D    | 3C    | 3B    |
|                             | B                           | C                           |                             | E                           | F                           | 3F    | 3E    | 3C    | 3B    |
|                             | B                           |                             | D                           | E                           | F                           | 3F    | 3E    | 3D    | 3B    |
|                             |                             | C                           | D                           | E                           | F                           | 3F    | 3E    | 3D    | 3C    |

eingetretener Fall

## Finalrunde
| EuropameisterVizeeuropameisterHalbfinaleViertelfinale | AchtelfinaleVorrunde nicht qualifiziert |

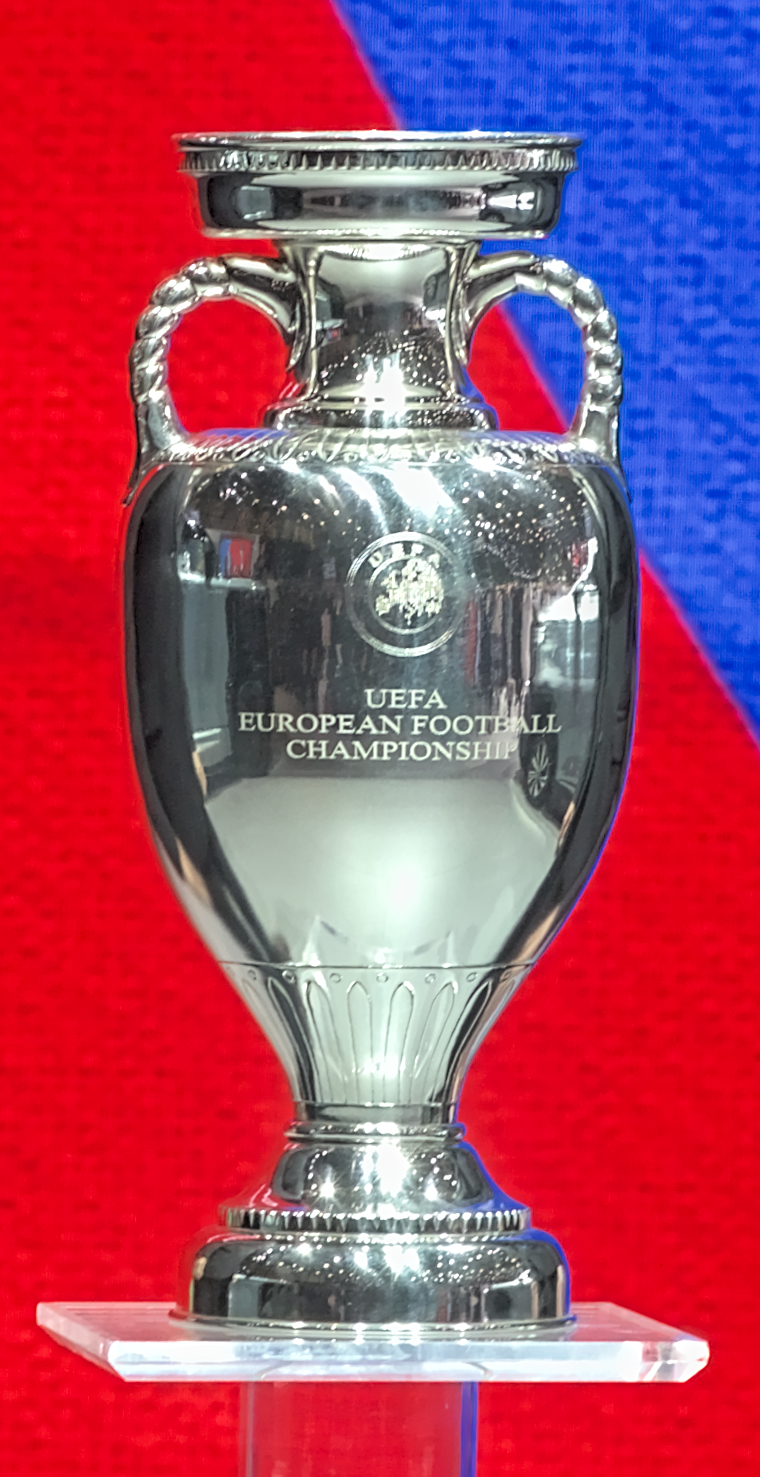
Die Siegestrophäe – Der Henri-Delaunay-Pokal

In der Finalrunde kommen jeweils die Sieger weiter; für die unterlegenen Mannschaften ist das Turnier beendet. Weitere Platzierungen werden nicht ausgespielt. Ein „kleines Finale“ um Platz 3 wie bei den Weltmeisterschaften findet nicht statt.

### Übersicht
|  | Achtelfinale 29. Juni bis 2. Juli | Achtelfinale 29. Juni bis 2. Juli | Achtelfinale 29. Juni bis 2. Juli |             |             | Viertelfinale 5. und 6. Juli | Viertelfinale 5. und 6. Juli | Viertelfinale 5. und 6. Juli |  |  | Halbfinale 9. und 10. Juli | Halbfinale 9. und 10. Juli | Halbfinale 9. und 10. Juli |  |  | Finale 14. Juli | Finale 14. Juli | Finale 14. Juli |
|  |                                   |                                   |                                   |             |             |                              |                              |                              |  |  |                            |                            |                            |  |  |                 |                 |                 |
|  | B1                                | Spanien                           | 4                                 |             |             |                              |                              |                              |  |  |                            |                            |                            |  |  |                 |                 |                 |
|  | F3                                | Georgien                          | 1                                 |             |             |                              |                              |                              |  |  |                            |                            |                            |  |  |                 |                 |                 |
|  | F3                                | Georgien                          | 1                                 | B1          | Spanien     | V2V                          |                              |                              |  |  |                            |                            |                            |  |  |                 |                 |                 |
|  |                                   |                                   |                                   | B1          | Spanien     | V2V                          |                              |                              |  |  |                            |                            |                            |  |  |                 |                 |                 |
|  |                                   |                                   | A1                                | Deutschland | 1           |                              |                              |                              |  |  |                            |                            |                            |  |  |                 |                 |                 |
|  | A1                                | Deutschland                       | A1                                | Deutschland | 1           | 2                            |                              |                              |  |  |                            |                            |                            |  |  |                 |                 |                 |
|  | A1                                | Deutschland                       |                                   |             |             | 2                            |                              |                              |  |  |                            |                            |                            |  |  |                 |                 |                 |
|  | C2                                | Dänemark                          | 0                                 |             |             |                              |                              |                              |  |  |                            |                            |                            |  |  |                 |                 |                 |
|  | C2                                | Dänemark                          | 0                                 | B1          | Spanien     | 2                            |                              |                              |  |  |                            |                            |                            |  |  |                 |                 |                 |
|  |                                   |                                   |                                   | B1          | Spanien     | 2                            |                              |                              |  |  |                            |                            |                            |  |  |                 |                 |                 |
|  |                                   | D2                                | Frankreich                        | 1           |             |                              |                              |                              |  |  |                            |                            |                            |  |  |                 |                 |                 |
|  | F1                                | D2                                | Frankreich                        | 1           | Portugal    | E0 (3)E                      |                              |                              |  |  |                            |                            |                            |  |  |                 |                 |                 |
|  | F1                                |                                   |                                   |             | Portugal    | E0 (3)E                      |                              |                              |  |  |                            |                            |                            |  |  |                 |                 |                 |
|  | C3                                | Slowenien                         | 0 (0)                             |             |             |                              |                              |                              |  |  |                            |                            |                            |  |  |                 |                 |                 |
|  | C3                                | Slowenien                         | 0 (0)                             | F1          | Portugal    | 0 (3)                        |                              |                              |  |  |                            |                            |                            |  |  |                 |                 |                 |
|  |                                   |                                   |                                   | F1          | Portugal    | 0 (3)                        |                              |                              |  |  |                            |                            |                            |  |  |                 |                 |                 |
|  |                                   |                                   | D2                                | Frankreich  | E0 (5)E     |                              |                              |                              |  |  |                            |                            |                            |  |  |                 |                 |                 |
|  | D2                                | Frankreich                        | D2                                | Frankreich  | E0 (5)E     | 1                            |                              |                              |  |  |                            |                            |                            |  |  |                 |                 |                 |
|  | D2                                | Frankreich                        |                                   |             |             |                              |                              |                              |  |  |                            |                            |                            |  |  |                 |                 |                 |
|  | E2                                | Belgien                           | 0                                 |             |             |                              |                              |                              |  |  |                            |                            |                            |  |  |                 |                 |                 |
|  | E2                                | Belgien                           | 0                                 | B1          | Spanien     | 2                            |                              |                              |  |  |                            |                            |                            |  |  |                 |                 |                 |
|  |                                   |                                   |                                   |             |             |                              |                              |                              |  |  |                            |                            |                            |  |  |                 |                 |                 |
|  |                                   | C1                                | England                           | 1           |             |                              |                              |                              |  |  |                            |                            |                            |  |  |                 |                 |                 |
|  | E1                                | C1                                | England                           | 1           | Rumänien    | 0                            |                              |                              |  |  |                            |                            |                            |  |  |                 |                 |                 |
|  | E1                                |                                   |                                   |             | Rumänien    | 0                            |                              |                              |  |  |                            |                            |                            |  |  |                 |                 |                 |
|  | D3                                | Niederlande                       | 3                                 |             |             |                              |                              |                              |  |  |                            |                            |                            |  |  |                 |                 |                 |
|  | D3                                | Niederlande                       | 3                                 | D3          | Niederlande | 2                            |                              |                              |  |  |                            |                            |                            |  |  |                 |                 |                 |
|  |                                   |                                   |                                   | D3          | Niederlande | 2                            |                              |                              |  |  |                            |                            |                            |  |  |                 |                 |                 |
|  |                                   |                                   | F2                                | Türkei      | 1           |                              |                              |                              |  |  |                            |                            |                            |  |  |                 |                 |                 |
|  | D1                                | Österreich                        | F2                                | Türkei      | 1           | 1                            |                              |                              |  |  |                            |                            |                            |  |  |                 |                 |                 |
|  | D1                                | Österreich                        |                                   |             |             | 1                            |                              |                              |  |  |                            |                            |                            |  |  |                 |                 |                 |
|  | F2                                | Türkei                            | 2                                 |             |             |                              |                              |                              |  |  |                            |                            |                            |  |  |                 |                 |                 |
|  | F2                                | Türkei                            | 2                                 | D3          | Niederlande | 1                            |                              |                              |  |  |                            |                            |                            |  |  |                 |                 |                 |
|  |                                   |                                   |                                   | D3          | Niederlande | 1                            |                              |                              |  |  |                            |                            |                            |  |  |                 |                 |                 |
|  |                                   | C1                                | England                           | 2           |             |                              |                              |                              |  |  |                            |                            |                            |  |  |                 |                 |                 |
|  | C1                                | C1                                | England                           | 2           | England     | V2V                          |                              |                              |  |  |                            |                            |                            |  |  |                 |                 |                 |
|  | C1                                |                                   |                                   |             |             |                              |                              |                              |  |  |                            |                            |                            |  |  |                 |                 |                 |
|  | E3                                | Slowakei                          | 1                                 |             |             |                              |                              |                              |  |  |                            |                            |                            |  |  |                 |                 |                 |
|  | E3                                | Slowakei                          | 1                                 | C1          | England     | E1 (5)E                      |                              |                              |  |  |                            |                            |                            |  |  |                 |                 |                 |
|  |                                   |                                   |                                   | C1          | England     | E1 (5)E                      |                              |                              |  |  |                            |                            |                            |  |  |                 |                 |                 |
|  |                                   |                                   | A2                                | Schweiz     | 1 (3)       |                              |                              |                              |  |  |                            |                            |                            |  |  |                 |                 |                 |
|  | A2                                | Schweiz                           | A2                                | Schweiz     | 1 (3)       | 2                            |                              |                              |  |  |                            |                            |                            |  |  |                 |                 |                 |
|  | A2                                | Schweiz                           |                                   |             |             |                              |                              |                              |  |  |                            |                            |                            |  |  |                 |                 |                 |
|  | B2                                | Italien                           | 0                                 |             |             |                              |                              |                              |  |  |                            |                            |                            |  |  |                 |                 |                 |

V Sieg nach Verlängerung

E Sieg im Elfmeterschießen

### Achtelfinale
|                                                            |   |             |                      |
| Sa., 29. Juni 2024 um 18:00 Uhr (MESZ) in Berlin           |   |             |                      |
| Schweiz                                                    | – | Italien     | 2:0 (1:0)            |
| Sa., 29. Juni 2024 um 21:00 Uhr (MESZ) in Dortmund         |   |             |                      |
| Deutschland                                                | – | Dänemark    | 2:0 (0:0)            |
| So., 30. Juni 2024 um 18:00 Uhr (MESZ) in Gelsenkirchen    |   |             |                      |
| England                                                    | – | Slowakei    | 2:1 n. V. (1:1, 0:1) |
| So., 30. Juni 2024 um 21:00 Uhr (MESZ) in Köln             |   |             |                      |
| Spanien                                                    | – | Georgien    | 4:1 (1:1)            |
| Mo., 1. Juli 2024 um 18:00 Uhr (MESZ) in Düsseldorf        |   |             |                      |
| Frankreich                                                 | – | Belgien     | 1:0 (0:0)            |
| Mo., 1. Juli 2024 um 21:00 Uhr (MESZ) in Frankfurt am Main |   |             |                      |
| Portugal                                                   | – | Slowenien   | 0:0 n. V., 3:0 i. E. |
| Di., 2. Juli 2024 um 18:00 Uhr (MESZ) in München           |   |             |                      |
| Rumänien                                                   | – | Niederlande | 0:3 (0:1)            |
| Di., 2. Juli 2024 um 21:00 Uhr (MESZ) in Leipzig           |   |             |                      |
| Österreich                                                 | – | Türkei      | 1:2 (0:1)            |

### Viertelfinale
|                                                     |   |             |                                 |
| Fr., 5. Juli 2024 um 18:00 Uhr (MESZ) in Stuttgart  |   |             |                                 |
| Spanien                                             | – | Deutschland | 2:1 n. V. (1:1, 0:0)            |
| Fr., 5. Juli 2024 um 21:00 Uhr (MESZ) in Hamburg    |   |             |                                 |
| Portugal                                            | – | Frankreich  | 0:0 n. V., 3:5 i. E.            |
| Sa., 6. Juli 2024 um 18:00 Uhr (MESZ) in Düsseldorf |   |             |                                 |
| England                                             | – | Schweiz     | 1:1 n. V. (1:1, 0:0), 5:3 i. E. |
| Sa., 6. Juli 2024 um 21:00 Uhr (MESZ) in Berlin     |   |             |                                 |
| Niederlande                                         | – | Türkei      | 2:1 (0:1)                       |

### Halbfinale
|                                                    |   |            |           |
| Di., 9. Juli 2024 um 21:00 Uhr (MESZ) in München   |   |            |           |
| Spanien                                            | – | Frankreich | 2:1 (2:1) |
| Mi., 10. Juli 2024 um 21:00 Uhr (MESZ) in Dortmund |   |            |           |
| Niederlande                                        | – | England    | 1:2 (1:1) |

### Finale
| Spanien                                                           | Spanien | England | England | Aufstellung                       |
| ----------------------------------------------------------------- | --- | --- | ------- | --------------------------------- |
| Spanien                                                           | \| Finale \| \| So., 14. Juli 2024 um 21:00 Uhr (MESZ) in Berlin (Olympiastadion) \| \| Ergebnis: 2:1 (0:0) \| \| Zuschauer: 65.600 \| \| Schiedsrichter: François Letexier ( Frankreich) \| \| Spielbericht \|                                                  | \| Finale \| \| So., 14. Juli 2024 um 21:00 Uhr (MESZ) in Berlin (Olympiastadion) \| \| Ergebnis: 2:1 (0:0) \| \| Zuschauer: 65.600 \| \| Schiedsrichter: François Letexier ( Frankreich) \| \| Spielbericht \|                             | England | Aufstellung Spanien gegen England |
| Spanien                                                           | Unai Simón – Dani Carvajal, Robin Le Normand (83. Nacho), Aymeric Laporte, Marc Cucurella – Dani Olmo, Rodri (46. Martín Zubimendi), Fabián – Lamine Yamal (89. Mikel Merino), Álvaro Morata (68. Mikel Oyarzabal), Nico Williams Cheftrainer: Luis de la Fuente | Jordan Pickford – Kyle Walker, John Stones, Marc Guéhi, Luke Shaw – Kobbie Mainoo (70. Cole Palmer), Declan Rice – Bukayo Saka, Jude Bellingham, Phil Foden (89. Ivan Toney) – Harry Kane (61. Ollie Watkins) Cheftrainer: Gareth Southgate | England | Aufstellung Spanien gegen England |
| Spanien                                                           | 1:0 Williams (47.) 2:1 Oyarzabal (86.) | 1:1 Palmer (73.) | England | Aufstellung Spanien gegen England |
| Spanien                                                           | Olmo (31.) | Kane (25.), Stones (53.), Watkins (90.+2') | England | Aufstellung Spanien gegen England |
| Spanien                                                           | Spieler des Spiels: Nico Williams (Spanien) | | England | Aufstellung Spanien gegen England |
| Finale                                                            | | |         |                                   |
| So., 14. Juli 2024 um 21:00 Uhr (MESZ) in Berlin (Olympiastadion) | | |         |                                   |
| Ergebnis: 2:1 (0:0)                                               | | |         |                                   |
| Zuschauer: 65.600                                                 | | |         |                                   |
| Schiedsrichter: François Letexier ( Frankreich)                   | | |         |                                   |
| Spielbericht                                                      | | |         |                                   |

## Beste Torschützen
Bei gleicher Toranzahl sollte ursprünglich zur Ermittlung des Torschützenkönigs die Zahl der Vorlagen und die Spielminuten ausschlaggebend sein. Diese Regel wurde durch die UEFA zwischen der EM 2021 und der EM 2024 gekippt. Somit kehrte die UEFA zur Regelung zurück, die bis zur Europameisterschaft 2004 galt. Insgesamt sechs Spieler erzielten drei Tore und wurden Torschützenkönige. Die Anzahl erzielter Tore waren in der Statistik das einzige Wertungskriterium. Das Tor des Turniers erzielte der Spanier Lamine Yamal im Halbfinale gegen Frankreich.
| Rang | Spieler            | Tore | Bemerkung                                                                                          |
| ---- | ------------------ | ---- | -------------------------------------------------------------------------------------------------- |
| 01   | Cody Gakpo         | 3    | |
| 01   | Harry Kane         | 3    | |
| 01   | Georges Mikautadze | 3    | |
| 01   | Jamal Musiala      | 3    | |
| 01   | Dani Olmo          | 3    | |
| 01   | Ivan Schranz       | 3    | |
| 07   | Jude Bellingham    | 2    | |
| 07   | Breel Embolo       | 2    | |
| 07   | Fabián             | 2    | |
| 07   | Niclas Füllkrug    | 2    | |
| 07   | Kai Havertz        | 2    | |
| 07   | Donyell Malen      | 2    | |
| 07   | Răzvan Marin       | 2    | |
| 07   | Merih Demiral      | 2    | zweitschnellstes Tor der EM-Geschichte und schnellstes Tor in einem K.-o.-Spiel (nach 57 Sekunden) |
| 07   | Nico Williams      | 2    | |
| 07   | Florian Wirtz      | 2    | erstes Tor der EM; jüngster deutscher EM-Torschütze mit 21 Jahren und 42 Tagen                     |

Insgesamt wurden 117 Tore erzielt, davon fielen zehn Eigentore.

## Beste Spieler
- Nach dem Finale wurde der spanische Mittelfeldspieler Rodri als bester Spieler des Turniers ausgezeichnet.
- Zum besten jungen Spieler wurde der spanische Flügelspieler Lamine Yamal ernannt.
- Zum Tor des Turniers wurde der Treffer von Lamine Yamal im Halbfinale zwischen Spanien und Frankreich gewählt.[22]
- In das Team des Turniers wurden folgende Spieler gewählt:[23]

| Tor          | Abwehr                                                  | Mittelfeld                  | Sturm                                    |
| ------------ | ------------------------------------------------------- | --------------------------- | ---------------------------------------- |
| Mike Maignan | Kyle Walker William Saliba Manuel Akanji Marc Cucurella | Rodri Dani Olmo Fabián Ruiz | Lamine Yamal Jamal Musiala Nico Williams |

## Schiedsrichter

### Hauptschiedsrichter
Am 23. April 2024 ernannte die UEFA die 19 Schiedsrichter, die bei der Europameisterschaft zum Einsatz kamen. Mit Daniel Siebert und Felix Zwayer wurden wie schon bei der Europameisterschaft 2021 wieder zwei Schiedsrichter aus Deutschland nominiert. Erstmals seit 2012 war mit Sandro Schärer auch die Schweiz wieder vertreten. Darüber hinaus waren 38 Schiedsrichterassistenten, 20 Videoschiedsrichter und 12 Unterstützungsschiedsrichter im Einsatz. Im Rahmen eines Austauschprogramms der UEFA mit der Südamerikanischen Fußball-Konföderation (CONMEBOL) war mit Facundo Tello und seinen Assistenten erneut ein argentinisches Schiedsrichterteam Teil des Schiedsrichteraufgebots.
| Schiedsrichter     | Spiele |          |            |   | Spiele als 4O | Assistenten                                  | Begegnungen                       | Begegnungen                                  |          |
| Schiedsrichter     | Spiele | Vorrunde | Finalrunde |   | Spiele als 4O | Assistenten                                  |                                   |                                              |          |
| ------------------ | ------ | -------- | ---------- | - | ------------- | -------------------------------------------- | --------------------------------- | -------------------------------------------- | -------- |
| Facundo Tello b    | 2      | 9        | 0          | 0 | 1             | Gabriel Chade Ezequiel Brailovsky            | TUR – GEO, 18.6. SCO – HUN, 23.6. |                                              |          |
| Daniel Siebert a b | 2      | 14       | 0          | 0 | 4             | Jan Seidel Rafael Foltyn                     | GEO – CZE, 22.6. SVK – ROM, 26.6. |                                              |          |
| Felix Zwayer       | 4      | 19       | 0          | 0 | 2             | Stefan Lupp c Marco Achmüller                | ITA – ALB, 15.6. TUR – POR, 22.6. | ROM – NED, 2.7. (AF7) NED – ENG, 10.7. (HF2) |          |
| Michael Oliver a b | 4      | 8        | 0          | 0 | 0             | Stuart Burt Dan Cook                         | ESP – CRO, 15.6. SVK – UKR, 21.6. | GER – DEN, 29.6. (AF2) POR – FRA, 5.7. (VF2) |          |
| Anthony Taylor a b | 3      | 16       | 1          | 0 | 1             | Gary Beswick Adam Nunn                       | NED – FRA, 21.6. UKR – BEL, 26.6. | ESP – GER, 5.7. (VF1)                        |          |
| François Letexier  | 4      | 14       | 0          | 0 | 1             | Cyril Mugnier Mehdi Rahmouni                 | CRO – ALB, 19.6. DEN – SRB, 25.6. | ESP – GEO, 30.6. (AF4) ESP – ENG, 14.7. (F)  |          |
| Clément Turpin a b | 3      | 14       | 0          | 2 | 1             | Nicolas Danos Benjamin Pagès                 | GER – SCO, 14.6. ENG – SVN, 25.6. | NED – TUR, 6.7. (VF4)                        |          |
| Marco Guida        | 2      | 7        | 0          | 0 | 1             | Filippo Meli Giorgio Peretti                 | POR – CZE, 18.6. FRA – POL, 25.6. |                                              |          |
| Daniele Orsato a b | 4      | 17       | 0          | 1 | 0             | Ciro Carbone Alessandro Giallatini           | SRB – ENG, 16.6. SUI – GER, 23.6. | POR – SVN, 1.7. (AF6) ENG – SUI, 6.7. (VF3)  |          |
| Danny Makkelie a b | 2      | 13       | 0          | 0 | 0             | Hessel Steegstra Jan de Vries                | GER – HUN, 19.6. CRO – ITA, 24.6. |                                              |          |
| Szymon Marciniak b | 2      | 6        | 0          | 0 | 2             | Tomasz Listkiewicz Adam Kupsik               | BEL – ROM, 22.6.                  | SUI – ITA, 29.6. (AF1)                       |          |
| Artur Dias a       | 3      | 9        | 0          | 0 | 0             | Paulo Soares Pedro Ribeiro                   | POL – NED, 16.6. DEN – ENG, 20.6. | AUT – TUR, 2.7. (AF8)                        |          |
| István Kovács a b  | 2      | 22       | 1          | 1 | 0             | Vasile Marinescu Mihai Artene                | SVN – SRB, 20.6. CZE – TUR, 26.6. |                                              |          |
| Glenn Nyberg       | 3      | 11       | 0          | 0 | 2             | Mahbod Beigi Andreas Söderkvist              | ROM – UKR, 17.6. ALB – ESP, 24.6. | FRA – BEL, 1.7. (AF5)                        |          |
| Sandro Schärer     | 2      | 8        | 0          | 0 | 1             | Stéphane De Almeida c Bekim Zogaj            | SVN – DEN, 16.6. GEO – POR, 26.6. |                                              |          |
| Ivan Kružliak      | 2      | 8        | 0          | 0 | 3             | Branislav Hancko Ján Pozor                   | SCO – SUI, 19.6. NED – AUT, 25.6. |                                              |          |
| Slavko Vinčić a b  | 3      | 14       | 0          | 0 | 0             | Tomaž Klančnik Andraž Kovačič                | HUN – SUI, 15.6. ESP – ITA, 20.6. | ESP – FRA, 9.7. (HF1)                        |          |
| Jesús Gil Manzano  | 1      | 7        | 0          | 0 | 1             | Diego Barbero Sevilla Ángel Nevado Rodriguez | AUT – FRA, 17.6.                  |                                              |          |
| Halil Umut Meler   | 3      | 19       | 0          | 0 | 1             | Mustafa Emre Eyisoy Kerem Ersoy              | BEL – SVK, 17.6. POL – AUT, 21.6. | ENG – SVK, 30.6. (AF3)                       |          |
| Summe              | 51     | 235      | 2          | 4 | 21            | Endstand                                     | Endstand                          | Endstand                                     | Endstand |

Unterstützungsschiedsrichter:
- Irfan Peljto (5 Einsätze als Vierter Offizieller)
- Senad Ibrišimbegović
- Donatas Rumšas (5 Einsätze als Vierter Offizieller)
- Aleksandr Radiuš
- Serdar Gözübüyük (5 Einsätze als Vierter Offizieller)
- Johan Balder
- Espen Eskås (5 Einsätze als Vierter Offizieller)
- Jan Erik Engan
- Rade Obrenović (5 Einsätze als Vierter Offizieller)
- Jure Praprotnik
- Mykola Balakin (5 Einsätze als Vierter Offizieller)
- Oleksandr Berkut

Die Unterstützungsschiedsrichter (Support Match Officials), je ein Schiedsrichter und ein Schiedsrichterassistent aus sechs Ländern, kamen bei den EM-Spielen ausschließlich als Vierte Offizielle und Reserve-Schiedsrichterassistenten (Fünfte Offizielle) zum Einsatz.

### Videoschiedsrichter (VAR)
Für die Europameisterschaft wurde in Räumen auf der Leipziger Messe das Football Tech Hub eingerichtet, in dem für jedes Spiel drei Videoschiedsrichter im Einsatz waren, darunter ein hauptverantwortlicher VAR und zwei Assistenten (AVAR).
| Bastian Dankert a               | Deutschland | 8     | 4     |
| Christian Dingert a             | Deutschland | 1     | 9     |
| Marco Fritz a                   | Deutschland | 3     | 9     |
| Stuart Attwell a                | England     | 5     | 1     |
| David Coote                     | England     |       | 8     |
| Jérôme Brisard a                | Frankreich  | b 5 b | 4     |
| Willy Delajod                   | Frankreich  | 1     | b 6 b |
| Massimiliano Irrati a           | Italien     | 6     | b 8 b |
| Paolo Valeri a                  | Italien     | 1     | 7     |
| Rob Dieperink                   | Niederlande | 3     | 5     |
| Pol van Boekel a                | Niederlande | 3     | 7     |
| Bartosz Frankowski              | Polen       |       | 9     |
| Tomasz Kwiatkowski              | Polen       | 4     | 5     |
| Tiago Martins                   | Portugal    | 3     | 3     |
| Cătălin Popa                    | Rumänien    |       | 3     |
| Fedayi San                      | Schweiz     | 2     | 3     |
| Nejc Kajtazović                 | Slowenien   | 3     | 3     |
| Alejandro Hernández Hernández a | Spanien     | 2     | 2     |
| Juan Martínez Munuera a         | Spanien     | 1     | 4     |
| Alper Ulusoy                    | Türkei      |       | 2     |
| Endstand                        |             |       |       |

### Neue Regel im Umgang mit Schiedsrichtern
Zur Verhinderung von Rudelbildungen nach umstrittenen Schiedsrichterentscheidungen führte die UEFA für das Turnier die Regel ein, dass nur der Mannschaftskapitän oder im Falle eines Torwarts als Kapitän ein vorher bestimmter Feldspieler mit den Unparteiischen diskutieren beziehungsweise sprechen darf. Diese Vorschrift hat das Klima deutlich verbessert und es ist durch die UEFA beschlossen, den Ansatz ab sofort auch in den internationalen Klubwettbewerben umzusetzen. Ziel ist es, eine neue und respektvollere Kultur des Miteinanders zu erreichen.

## Übertragung und Berichterstattung

### Technische Übertragung
Die Spiele der Europameisterschaft 2024 wurden gemäß einer Entscheidung der UEFA trotz technischer Möglichkeit nicht in 4K Ultra HD aufgenommen und übertragen, sondern in HD und HDR.

### Deutschland
Die Spiele der Endrunde 2024 wurden vom Pay-TV-Sender MagentaTV (alle 51 Spiele), von den öffentlich-rechtlichen Fernsehsendern Das Erste und ZDF (gemeinsam 34 Spiele) sowie vom Privatsender RTL (12 Spiele) übertragen. Laut Rundfunkstaatsvertrag sind bestimmte „Ereignisse von erheblicher gesellschaftlicher Bedeutung“ (darunter fallen EM-Spiele der deutschen Nationalmannschaft sowie, unabhängig von einer deutschen Beteiligung, das Eröffnungsspiel, die Halbfinalspiele und das Endspiel) in frei empfangbaren und allgemein zugänglichen Fernsehprogrammen auszustrahlen und somit nicht exklusiv dem Pay-TV vorbehalten. Im März 2021 einigten sich das deutsche Unternehmen Telekom sowie die Sender ARD, ZDF und RTL auf den Erwerb von Sublizenzen. Die Teilung der Übertragungsrechte zwischen den öffentlich-rechtlichen Sendern Das Erste und das ZDF sowie der Telekom ist Teil einer größeren Vereinbarung, bei der Das Erste und das ZDF im Gegenzug teilweise Übertragungsrechte für die EM 2021 sowie für die Fußball-Weltmeisterschaft 2022 abtraten. RTL übertrug das Turnier in einer engen Kooperation mit MagentaTV. Diese Vereinbarung beinhaltete unter anderem ein gemeinsames Studio in der RTL-Zentrale in Köln, gemeinsame Moderatoren und Kommentatoren sowie die Produktion einer gemeinsamen Sendung an den entsprechenden Spieltagen. Das Unternehmen Telekom sowie die drei Sendeanstalten selbst machten zur Höhe der Ausgaben keine Angaben. Laut dem Fachmagazin Medienkorrespondenz zahlten Das Erste und das ZDF für die Sublizenzierung an dieser Europameisterschaft 150 Millionen Euro.
Das Erste und das ZDF übertrugen sämtliche Spiele der deutschen Nationalmannschaft sowie insgesamt 22 Gruppenspiele (inkl. das Eröffnungsspiel), sechs Achtelfinalbegegnungen, drei Viertelfinalspiele, die beiden Halbfinals und das Endspiel. RTL übertrug insgesamt 10 Gruppenspiele, eine Achtelfinalbegegnung und ein Viertelfinalspiel. Alle drei Sender durften zudem Zusammenfassungen von allen 51 Spielen ausstrahlen. MagentaTV übertrug alle 51 Spiele, davon fünf Spiele exklusiv.
Das Finale zwischen Spanien und England im Ersten wurde erneut durch Tom Bartels kommentiert. Als Co-Kommentator fungierte Ex-Nationalspieler Thomas Hitzlsperger. Für die Übertragung bei MagentaTV übernahm Wolff-Christoph Fuss diese Aufgabe. Unterstützt wurde er dabei wie bereits bei vorherigen Spielen durch den Co-Kommentator und Rekordnationalspieler Lothar Matthäus.
| Funktion                |                                                                        | |                                                                                                  | |
| ----------------------- | ---------------------------------------------------------------------- | --- | ------------------------------------------------------------------------------------------------ | --- |
| Moderatoren             | Alexander Bommes Esther Sedlaczek                                      | Jochen Breyer Katrin Müller-Hohenstein                                                                   | Laura Papendick Florian König Elton 2 Jana Wosnitza 2 Jan Köppen 2                               | Johannes B. Kerner Sascha Bandermann Laura Wontorra Jan Henkel (Taktik) Paul Luca Fischer (Social Media) Fahri Yardım 3 Jonas Hector 3         |
| Kommentatoren           | Tom Bartels Gerd Gottlob Christina Graf                                | Claudia Neumann Oliver Schmidt Martin Schneider                                                          | Wolff-Christoph Fuss Marco Hagemann                                                              | Wolff-Christoph Fuss Marco Hagemann Jonas Friedrich Markus Höhner Christian Straßburger Christina Rann Benni Zander Jan Platte                 |
| Stadionteam             | Julia Scharf Jana Betten Ben Wozny Claus Lufen Lea Wagner              | Lena Kesting Thomas Skulski Florian Zschiedrich                                                          | Laura Papendick Jana Wosnitza                                                                    | Anna Kraft Ruth Hofmann Anna Sara Lange |
| Begleiter der DFB-Elf   | Lea Wagner                                                             | Sven Voss Amelie Stiefvatter Boris Büchler Nils Kaben Johanna Rüdiger                                    | Mitja Lafere 2                                                                                   | Thomas Wagner Jonas Gerdes |
| Experten                | Bastian Schweinsteiger Almuth Schult Thomas Broich Thomas Hitzlsperger | Christoph Kramer Per Mertesacker wechselnde Studiogäste: Laura Freigang Friederike Kromp Kathrin Lehmann | Lothar Matthäus Stefan Effenberg 2 Thomas Helmer 2 Mario Basler 2 Gerald Asamoah 2 Felix Kroos 2 | Michael Ballack Robin Gosens Tabea Kemme Shkodran Mustafi Owen Hargreaves Tim Borowski Fabian Reese (Reaction Show) Manuel Baum (Taktik-Kanal) |
| Schiedsrichter-Experten | Lutz Wagner Bibiana Steinhaus-Webb                                     | Manuel Gräfe                                                                                             | –                                                                                                | Patrick Ittrich 1 |
| Co-Kommentatoren        | Thomas Broich Almuth Schult Thomas Hitzlsperger                        | Hanno Balitsch Moritz Volz                                                                               | Steffen Freund Lothar Matthäus                                                                   | Robin Gosens Steffen Freund Lothar Matthäus |

Die Einschaltquoten für die Übertragungen der Spiele der deutschen Nationalmannschaft und des Finales:
| Spiel         | Datum         | Uhrzeit   | Sender    | Zuschauer  | Zuschauer       | Marktanteil | Marktanteil     | Quelle        |
| Spiel         | Datum         | Uhrzeit   | Sender    | Gesamt     | 14 bis 49 Jahre | Gesamt      | 14 bis 49 Jahre | Quelle        |
| ------------- | ------------- | --------- | --------- | ---------- | --------------- | ----------- | --------------- | ------------- |
| Vorrunde 1    | 14. Juni 2024 | 21:00 Uhr | ZDF       | 22,49 Mio. | 8,38 Mio.       | 69,0 %      | 82,3 %          | [ 36 ]        |
| Vorrunde 2    | 19. Juni 2024 | 18:00 Uhr | Das Erste | 23,89 Mio. | 8,35 Mio.       | 76,7 %      | 86,6 %          | [ 37 ]        |
| Vorrunde 3    | 23. Juni 2024 | 21:00 Uhr | Das Erste | 25,57 Mio. | 9,88 Mio.       | 73,4 %      | 84,4 %          | [ 38 ]        |
| Achtelfinale  | 29. Juni 2024 | 21:00 Uhr | ZDF       | 23,64 Mio. | 8,40 Mio.       | 76,8 %      | 86,3 %          | [ 39 ] [ 40 ] |
| Viertelfinale | 5. Juli 2024  | 18:00 Uhr | Das Erste | 26,13 Mio. |                 | 80,9 %      |                 | [ 41 ]        |

Alle Spiele der deutschen Nationalmannschaft wurden zudem im Livestream von ARD bzw. ZDF, in der Audio-Reportage der Sportschau, bei MagentaTV sowie bei den Public Viewings in Fanzonen und Innenstädten übertragen. Hiervon liegen keine offiziellen Zuschauerzahlen vor. Die Gesamtzuschauerzahl jedes Spiels ist durch die zusätzlichen Übertragungskanäle jedoch auf jeden Fall deutlich höher als die reinen TV-Zahlen.
Audio-Reportage
Zusätzlich zu den TV-Übertragungen übertrug die ARD erstmals sämtliche Spiele der Europameisterschaft in einer Audio-Vollreportage, die über die ARD Audiothek, die Website der Sportschau und Apps ausgespielt wurden. Die Vollreportagen waren außerdem über WDR Event zu hören. Zudem berichteten viele Radiosender der einzelnen Landesanstalten in Ausschnitten von den Spielen.
| Funktion              | ARD-Hörfunk |
| --------------------- | --- |
| Moderatoren (Netcast) | Anne Hilt Julia Kleine                                                                                            |
| Kommentatoren         | Michael Augustin Stephanie Baczyk Holger Dahl Martina Knief Armin Lehmann Jens-Jörg Rieck Andre Siems Jan Wochner |
| Begleiter der DFB-Elf | Julia Büchler Anne van Eickels Martin Roschitz                                                                    |

### Österreich
Der Privatsender ServusTV sicherte sich die Übertragungsrechte für die Endrunde der Euro 2024 und einige Qualifikationsspiele mit österreichischer Beteiligung. Laut der österreichischen Tageszeitung Der Standard soll ServusTV dafür 50 Millionen Euro bezahlt haben, der Sender bezeichnete diese Summe aber als zu hoch. Darüber hinaus werden 16 Spiele aus der Gruppenphase, zwei Achtelfinal- sowie zwei Viertelfinal-Begegnungen im ORF zu sehen sein. Die Sublizenzvereinbarung umfasst neben den Ausstrahlungsrechten für Fernsehen und Online außerdem umfangreiche Highlights-, Clip- sowie News-Rechte.
| Funktion                | |                                                                                              |
| ----------------------- | --- | -------------------------------------------------------------------------------------------- |
| Moderatoren             | Rainer Pariasek Bernhard Stöhr Alina Zellhofer                                                                | Christian Baier Alina Marzi Christian Nehiba                                                 |
| Experten                | Sargon Duran Roman Mählich Helge Payer Herbert Prohaska Viktoria Schnaderbeck Thomas Steiner (Schiedsrichter) | Jan Åge Fjørtoft Steffen Freund Martin Harnik Zlatko Junuzović Florian Klein Sebastian Prödl |
| Kommentatoren           | Boris Kastner-Jirka Thomas König Oliver Polzer Daniel Warmuth                                                 | Christian Brugger Philipp Krummholz Kevin Piticev Michael Wanits                             |
| Begleiter des ÖFB-Teams | Andreas Felber                                                                                                |                                                                                              |
| Reporter                | Christian Diendorfer Roland Hönig Daniel Kulovits (Ö3) Adi Niederkorn (Ö3)                                    | Matthias Berger Julia Kienast Birgit Nössing Anna-Maria Wiesinger                            |

### Schweiz
Die SRG SSR sicherte sich 2021 für ihre Anstalten SRF, RTS, RSI sowie RTR die Übertragungsrechte an sämtlichen Spielen der UEFA Euro 2024 und UEFA Euro 2028 sowie an sämtlichen Qualifikationsspielen mit Schweizer Beteiligung inkl. WM-Qualifikation, UEFA Nations League und Freundschaftsspiele der Saisons 2022/23 bis 2027/28. Die Übertragungsrechte beinhalten die Schweizer Live- und Highlightrechte in TV und Radio sowie auf den Onlineplattformen. Über eine Sublizenz beteiligt die SRG SSR das private Medienunternehmen CH Media jeweils innerhalb von zwei Jahren an fünf Schweizer Länderspielen.
| Funktion           | (TV) | (Radio)                          |
| ------------------ | --- | -------------------------------- |
| Moderatoren        | Rainer Maria Salzgeber Paddy Kälin Annette Fetscherin Lukas Studer                                                    |                                  |
| Experten           | Benjamin Huggel Diego Benaglio Mladen Petrić Hakan Yakin Lutz Pfannenstiel Bruno Berner Sascha Amhof (Schiedsrichter) | Kathrin Lehmann                  |
| Kommentatoren      | Sascha Ruefer Mario Gehrer Dani Kern Manuel Köng Dominic Ledergerber                                                  | Peter Schnyder Lionel Mattmüller |
| Begleiter der Nati | Jeff Baltermia |                                  |
| Reporter           | Calvin Stettler Rachel Rinast Jürgen Schmidt Bénédict Saunier                                                         | Reto Held                        |

### International
Als Sitz des International Broadcast Centre wurden die Hallen auf dem Leipziger Messegelände ausgewählt.

## Organisation und Umfeld

### Organisationskomitee

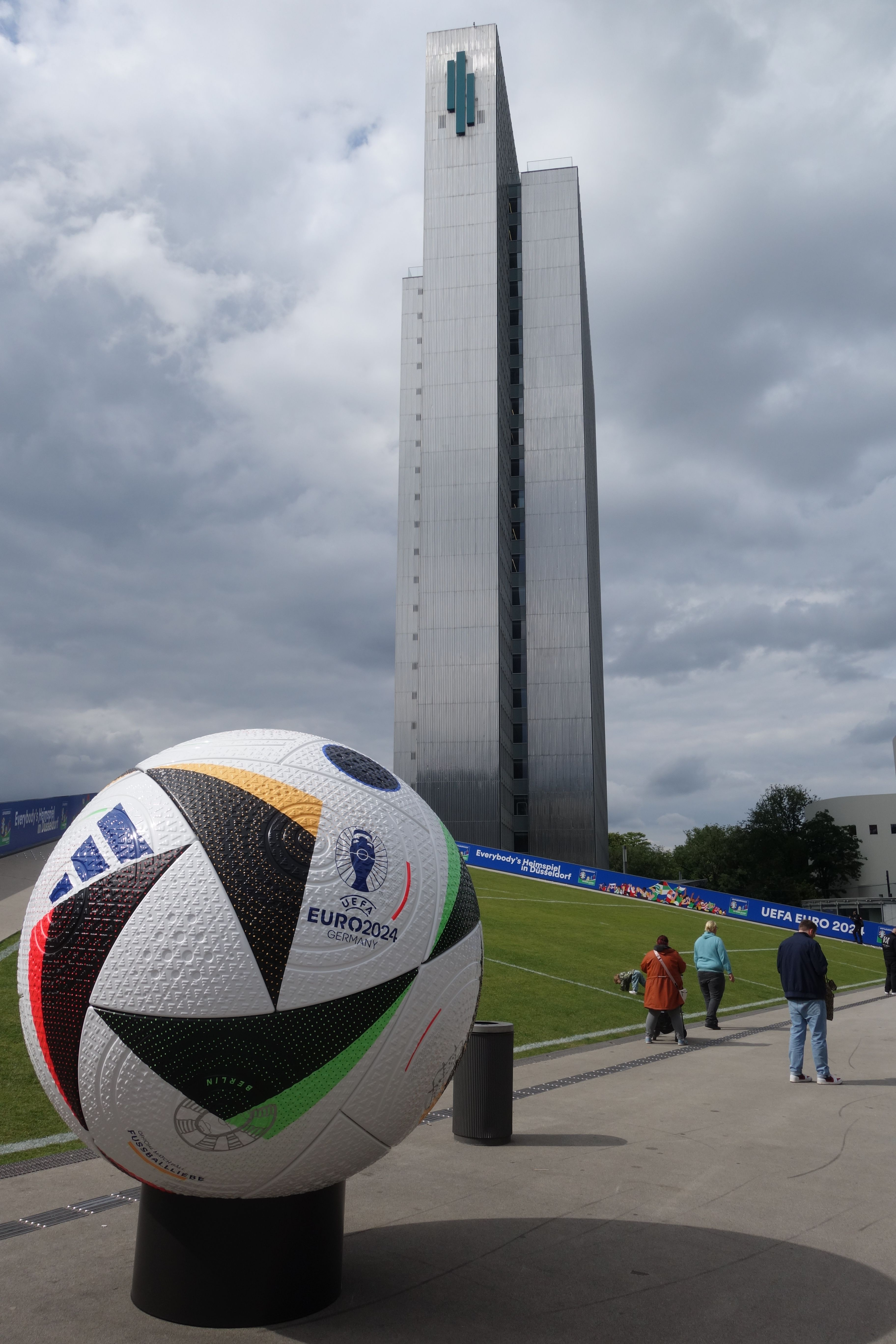
UEFA-Werbung in Düsseldorf (Dreischeibenhaus im Hintergrund)

Das Organisationskomitee wurde von der UEFA und Deutschem Fußball-Bund (DFB) gemeinsam gebildet. Dazu gründeten die UEFA Events SA und die DFB EURO GmbH als Tochtergesellschaft die Euro 2024 GmbH. Diese sitzt im Gebäude der ehemaligen DFB-Zentralverwaltung in der Frankfurter Otto-Fleck-Schneise. Die Geschäftsführer sind Andreas Schär für die UEFA und Markus Stenger für den DFB; Turnierdirektor ist Philipp Lahm.

### Finanzierung und Kosten
Für die Ausrichtung fielen sowohl Ausgaben für das Organisationskomitee als auch für den Staat auf kommunaler, Landes- und Bundesebene an.
Das von UEFA und DFB gebildete Organisationskomitee hatte ein Budget von 650 Millionen Euro, das sich ausschließlich aus eigenen Einnahmenquellen (TV-Rechte, Sponsoring, Eintrittsgelder) speiste. Die UEFA rechnete bei der EM 2024 mit Einnahmen von rund 2,4 Milliarden Euro, davon 1,44 Mrd. Euro TV-Rechte, 0,57 Mrd. Euro Werbung und Sponsoring, Kartenverkauf 0,4 Mrd. Euro. Abzüglich der 650 Millionen Euro Wettbewerbskosten rechnete die UEFA mit einem Gewinn von 1,75 Milliarden Euro.
Für den Staat fielen auf unterschiedlicher Gliederebene Kosten für verschiedene Posten an. Hervorzuheben waren die Kosten für Modernisierung oder Instandhaltung der Stadien, für den Bau oder die Sanierung von Verkehrsinfrastruktur, für Verwaltung und Sicherheit: Einzig die sechs Regierungsflüge aus dem Kabinett Scholz zu Spielen der deutschen Nationalmannschaft mit der Flugbereitschaft der Bundeswehr kosteten 531.000 Euro.
Die Kosten für den Einsatz von Polizei- und Sicherheitskräften ließen sich laut Bundesregierung Stand Dezember 2023 „nicht prognostizieren“. Die zehn Ausrichterstädte nannten unterschiedliche Verwaltungskosten für Themen wie Mobilität und Sicherheit und Projekte wie Fanzonen/Public Viewing. Köln plante dafür 13,8 Millionen Euro ein, Gelsenkirchen hatte bezüglich der Verwaltung ein Budget „im niedrigen zweistelligen Millionenbetrag“ eingeplant. München, Dortmund und Düsseldorf veranschlagten um die 20 Millionen Euro für den Verwaltungsposten, Frankfurt etwas mehr als 30, Stuttgart fast 40. Berlin plante diesbezüglich mit Investitionen in Höhe von 56 weiteren Millionen Euro. Hamburg und Leipzig nannten auf Anfrage der Süddeutsche Zeitung(SZ) keine konkrete Summe. Auf Bundesebene plante das für Sport zuständige Bundesinnenministerium für die Realisierung verschiedener ressortübergreifender Projekte bezüglich der Fußball Euro 2024 mit Aufwendungen in Höhe von rund 40 Millionen Euro. Laut SZ kamen für die Verwaltungskosten zusammengenommen „fast eine Viertelmilliarde Euro zusammen“.
Die Ausgaben für die Sanierung und Erhaltung der Verkehrsinfrastruktur wurden laut Bundesregierung „aus dem laufenden Haushalt erbracht“ und konnten „daher nicht trennscharf der Fußball Euro 2024 zugerechnet werden“.
Für die Modernisierungen der Stadien, die als langfristige Investitionen über die Euro 2024 hinaus galten, zahlten größtenteils die Städte beziehungsweise Kommunen. Der Umbau der Stuttgarter Arena wurde auf 119,5 Millionen Euro beziffert, die Stadt Berlin rechnete für das Olympiastadion Berlin mit Sanierungskosten in Höhe von 26 Millionen Euro, in Hamburg wurden 23,5 Millionen Euro in das Volksparkstadion investiert, in Düsseldorf ebenfalls mehr als 20 Millionen. Laut SZ kamen für den Posten der Stadien insgesamt ebenfalls „fast eine Viertelmilliarde Euro zusammen“.
Für Veranstaltungen in Zusammenhang mit der Fußball-Europameisterschaft 2024 erließ die Bundesregierung die Einkommensteuer; dies sei „in besonderem öffentlichen Interesse“. Die Inhalte der Steuergarantien für den europäischen Fußballverband UEFA unterlagen dem Steuergeheimnis.

### Fanfeste und Public Viewing

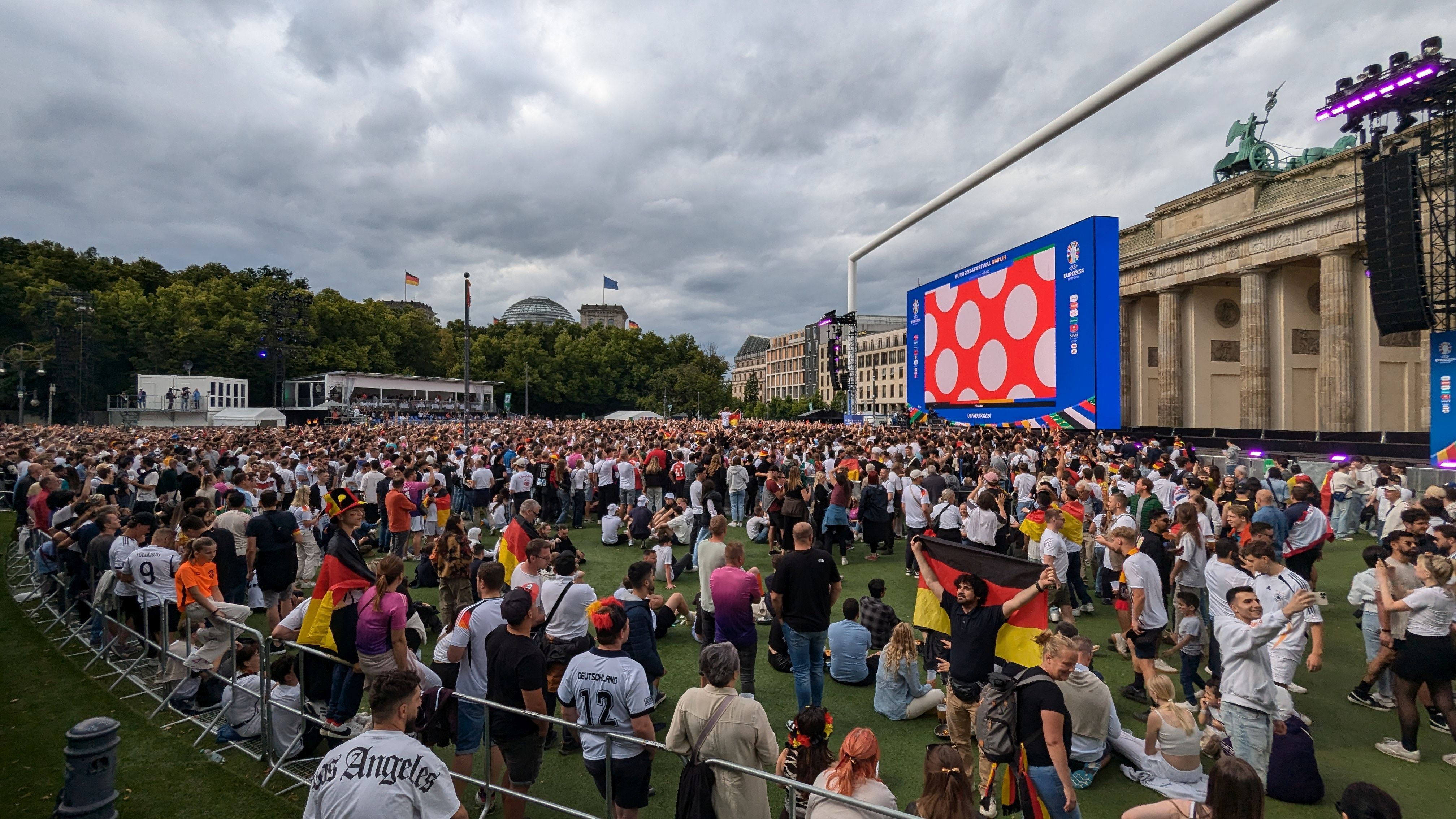
Fan Zone am Brandenburger Tor in Berlin

Auf den Fanmeilen der zehn Gastgeberstädte wurden bis zu 12 Millionen Besucher erwartet. Aufgrund der Anstoßzeit von 21 Uhr bei 26 von 51 Spielen und einem damit einhergehenden Kollidieren mit der von 22:00 Uhr bis 6:00 Uhr geltenden Nachtruhe, entschied die Bundesregierung ein paar Monate vor Turnierbeginn, Fanfeste bis in die Nacht zu ermöglichen. Das galt allerdings nur für Fanfeste und Public Viewing, bei denen die einzelnen Kommunen die Regelung genehmigt hatten. Entscheidungen über die Genehmigung von Fanfesten und Public Viewing in Deutschland liegen laut einer Verordnung des Bundesumweltministeriums bei den Städten und Gemeinden. Es gab somit keine generelle Ausnahmegenehmigung für alle Fanfeste und Public-Viewing-Veranstaltungen. Für private Veranstaltungen blieb die Einhaltung der Nachtruhe verpflichtend.
Für besondere Aufmerksamkeit sorgte der Saxophonist André Schnura, der nach dem Eröffnungsspiel in München inmitten der Fanmenge im Olympiapark spielte und dies unter anderem bei den folgenden Deutschlandspielen wiederholte. Videos dieser spontanen Auftritte gingen in sozialen Medien viral.

### Sicherheit

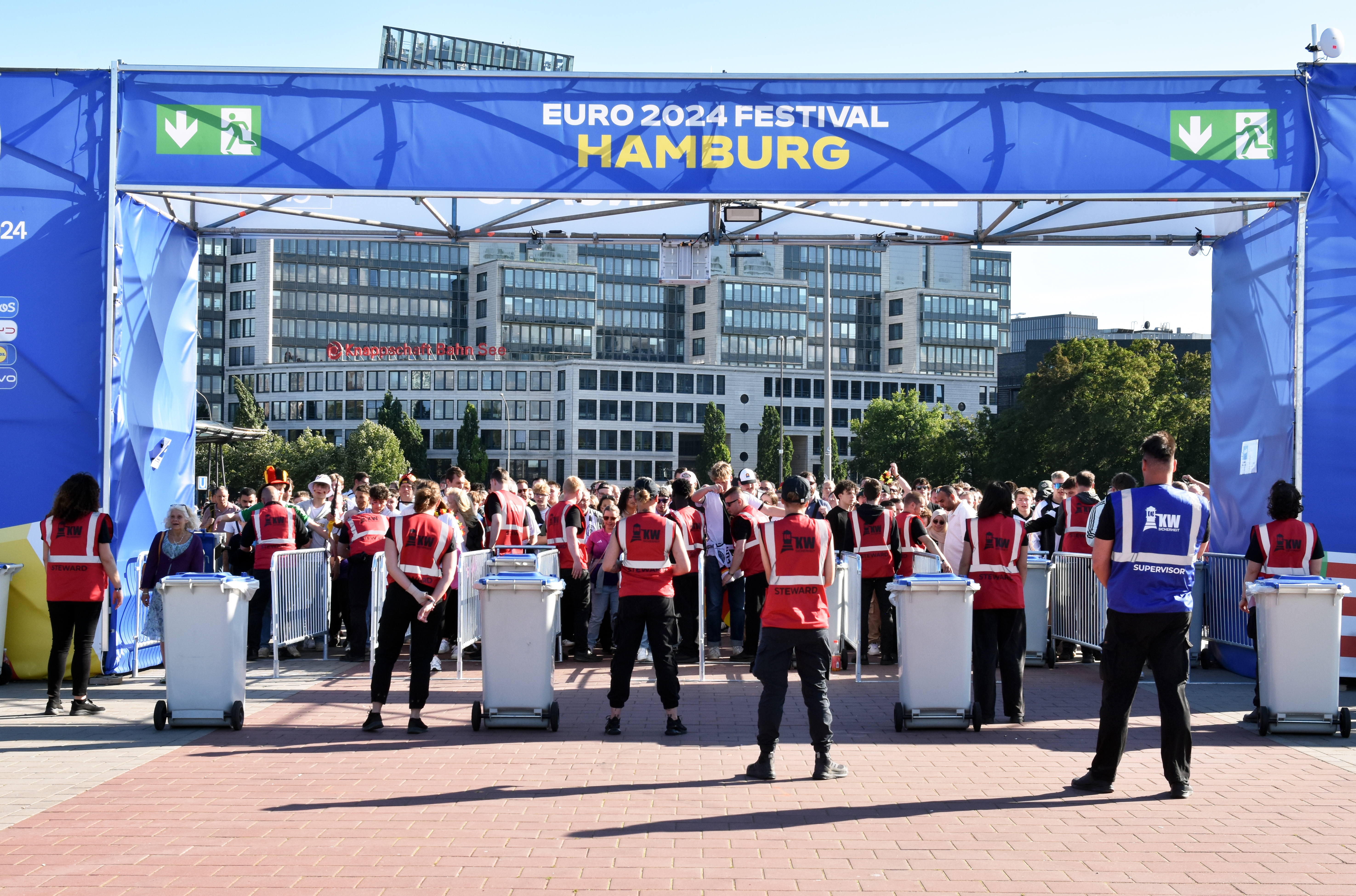
Einlasskontrolle vor der Öffnung der Fan Zone in Hamburg.

Das Turnier, zu dem 2,7 Millionen Stadionbesucher und alleine auf den Fanmeilen der zehn Gastgeberstädte bis zu 12 Millionen Menschen erwartet wurden, fand unter verschärften Sicherheitsbedingungen statt. Im Zeitraum des Turniers sollten nach Weisung von Bund und Ländern „Störungen der Öffentlichen Sicherheit und Ordnung“ bereits „im Ansatz“ unterbunden werden. Rund um die Stadien und auf den Fanmeilen verrichteten zusätzlich zu den Polizeien auch Ordner von privaten Sicherheitsdienstleistern Dienst. Ausländische Polizisten aus allen für die Europameisterschaft qualifizierten Nationen waren während des Turniers in Deutschland im Einsatz. Potentiell problematische Fans und Hooligangruppen wurden durch szenekundige Beamte beobachtet. Verbindungsbeamte waren in den Trainingscamps beziehungsweise Unterkunftsorten der teilnehmenden Nationalmannschaften installiert. Um ferngesteuerte Drohnen wie bspw. Multicopter, entdecken und abfangen zu können, wurden die Polizeien mit entsprechender Technik aufgerüstet. Während der EM existierte über den Austragungsstadien eine Flugbeschränkung, die auch für Drohnen galt, Ausnahmen davon galten ausschließlich für Polizei und Rettungskräfte. Verstöße gegen das Flug- und Drohnenverbot konnten rechtlich als gefährlicher Eingriff in den Luftverkehr bewertet werden, wofür § 315 des Strafgesetzbuchs eine Freiheitsstrafe von bis zu zehn Jahren vorsah. Kurz vor und während des Turniers gab es mitunter Grenzkontrollen an den deutschen Außengrenzen. Angehörige der Bundespolizei durften während der EM keinen Urlaub machen. Nach Angaben der Bundesregierung war es „der größte Einsatz in der Geschichte der Bundespolizei“. Experten des EU-Grenzschutzes Frontex unterstützten die Bundespolizei während der EM an sechs Flughäfen bei Kontrollen. Durch die Grenzkontrollen vollstreckte die Bundespolizei innerhalb der ersten Woche 173 Haftbefehle und verhinderte 900 unerlaubte Einreisen. Die Bundeswehr hatte eigens für das Turnier eine gesonderte Flugeinsatzzentrale eingerichtet.
Sicherheitsbehörden stuften die von islamistischen Gefährdern ausgehende Bedrohung, den islamistischen Terrorismus, während des Turniers als erhöht ein. Sicherheitsbehörden rechneten wegen der Teilnahme der ukrainischen Nationalmannschaft beziehungsweise wegen des Russisch-Ukrainischen-Krieges mit einer erhöhten Bedrohung durch russische Geheimdienste beziehungsweise durch mit ihnen assoziierte Hackerangriffe und Hacktivisten, anderweitige Sabotageakte und Störaktionen von Personen und Gruppen.
Mindestens zwei Staaten, darunter die USA und Kanada, verschärften vor der EM 2024 ihre Reise- und Sicherheitshinweise für Deutschland. Aufgrund der erhöhten Terrorbedrohung durch den Islamischen Staat entschied sich der Schweizer Bundesrat am 31. Mai 2024 für verstärkte Kontrollen an den Schweizer Grenzen während der EM und weiteren Anlässen.
Nach Medienberichten wurde am Rande der Begegnung zwischen Portugal und Slowenien am 1. Juli 2024 in Frankfurt am Main ein Fußballfan im Innenraum des Stadions von Sicherheitskräften zusammengeschlagen.

### Ticketvergabe, Ticketfunktionen und Ticketpreise

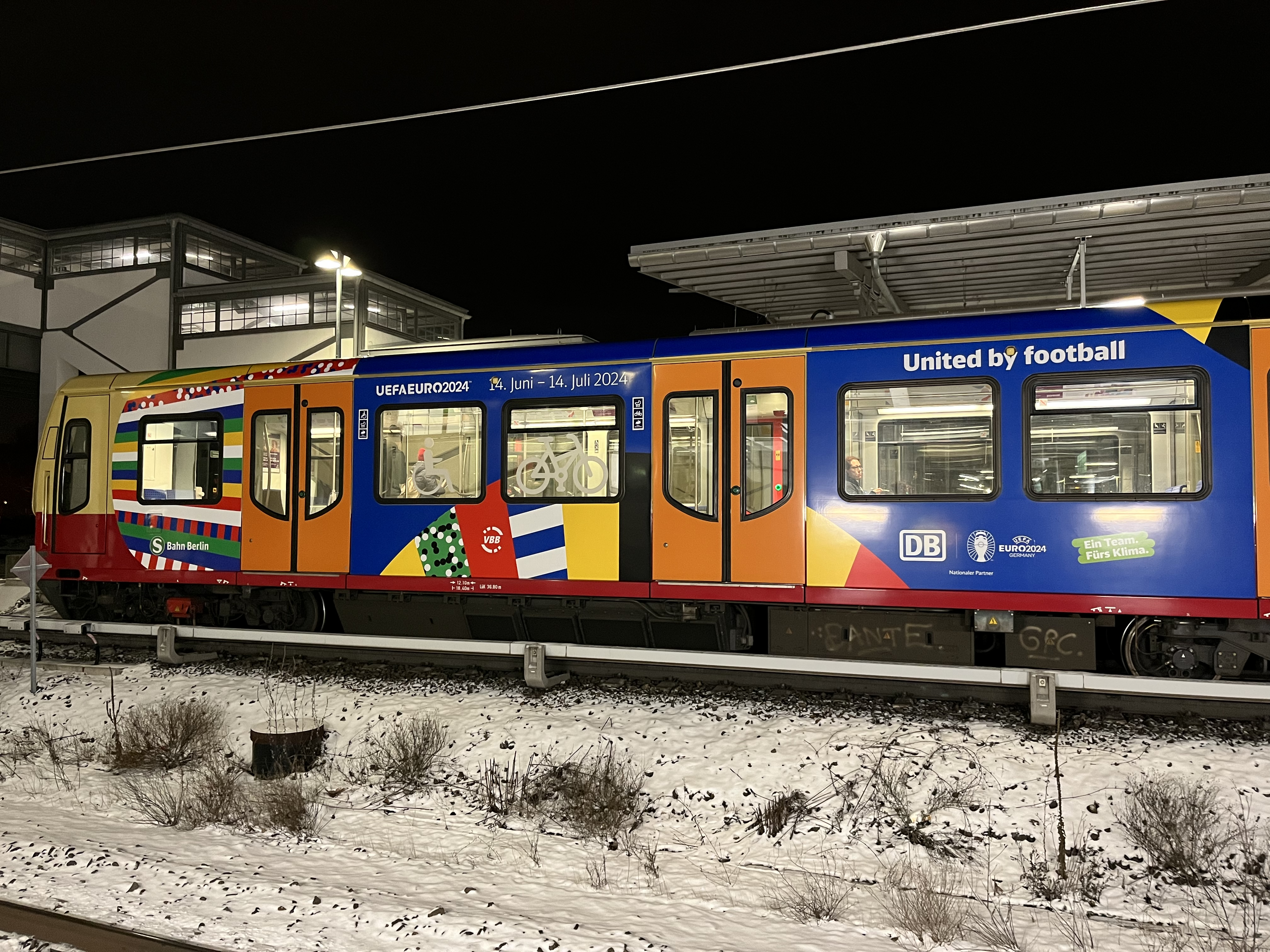
S-Bahn Berlin mit Aufschrift zur UEFA Euro 2024. Der Nahverkehr konnte von Ticketinhabern rund um die jeweiligen Partien kostenlos in Anspruch genommen werden.

Die 2,7 Millionen Tickets für das Turnier wurden innerhalb von bestimmten Zeiträumen, sogenannten „Ticketphasen“ oder „Bewerbungsphasen“, von der offiziellen Verkaufsstelle über die Website der UEFA zur Euro 2024 angeboten. Da die Nachfrage nach Tickets höher als das Angebot war, erfolgte die Vergabe während der Phasen über ein Losverfahren. Deshalb mussten sich Interessenten im Online-Ticketshop der UEFA registrieren, um eine Kaufanfrage zu stellen beziehungsweise um eine Bewerbung um die Tickets einzureichen. Sofern die Nationalmannschaften offizielle Fan-Clubs hatten, hatten Mitglieder dieser Fanclubs bei der Ticketvergabe im Losverfahren in der Regel, von Ausnahmen wie bspw. Österreich abgesehen, wo auf eine Priorisierung von Fan-Club-Mitgliedern verzichtet wurden, eine höhere Gewinnchance. Ticketgewinner wurden per E-Mail benachrichtigt und mussten dann innerhalb einer gewissen Frist die Zahlung abwickeln, sonst wurden die zugewiesenen Tickets neu vergeben. Pro Person konnten pro Spiel vier Karten geordert werden. Die Tickets waren zunächst auf den Besteller personalisiert beziehungsweise nur bedingt übertragbar; der Besteller musste innerhalb einer gewissen Frist in der offiziellen Ticket-App der UEFA die Namen der Personen benennen, für die das Ticket gelten sollten. Für Käufer von Tickets, die sich umentscheiden beziehungsweise ihre Tickets zurückgeben wollten, richtete die UEFA eine Resale-Funktion im offiziellen Ticketshop ein. Einen Anspruch auf Erstattung der Tickets gab es nicht. Die Tickets selbst galten rund um die jeweiligen Partien gleichzeitig als Fahrkarten für den öffentlichen Nahverkehr. Ticketinhaber konnten mit der Deutschen Bahn für 30 Euro pro Fahrt in der 2. Klasse von ICEs zu den Spielen reisen. Die erste Phase, in der 1,2 Millionen Tickets verkauft wurden, lief vom 3. bis zum 30. Oktober 2023. Berichte über die Anzahl der eingereichten Kaufanfragen in der ersten Phase wichen voneinander ab. Es sollen jedoch über 10 Millionen Anfragen gestellt worden sein. Die zweite Bewerbungsphase, in der rund eine Million Tickets vergeben wurden, lief vom 4. Dezember 2023 bis zum 12. Dezember. Ein Großteil der restlichen 500.000 Tickets wurde in zwei weiteren Phasen verkauft. Die dritte Verkaufsphase begann nach den im März 2024 stattfindenden Playoffs, in denen die letzten drei Mannschaften der Fußball-EM ermittelt wurden. Anfang Mai fand die vierte und letzte Verkaufsphase statt. Tickets wurden in fünf Preiskategorien vergeben. Abgesehen von Tickets für das Eröffnungsspiel, die zu Preisen von 50, 195, 400, 600 und 900 Euro vergeben wurden, kosteten Tickets für Spiele der Gruppenphase, je nach Preiskategorie entweder 30, 60, 150, 200 oder 400 Euro. Preise der Tickets für das Achtelfinale begannen bei 50 Euro und reichten des Weiteren von 85 über 175, 250 bis 500 Euro. Tickets für die Viertelfinals haben einen Wert von 60, 100, 200, 300 oder 700 Euro. Für Halbfinaltickets waren 80, 195, 400, 600 oder 900 Euro zu zahlen. Finaltickets kosteten 95, 300, 600, 1000 oder 2000 Euro.
Die Ticket-App der UEFA diente während der EM auch zur Standorterfassung der Nutzer. Daraus abgeleitete Heatmaps konnten in den örtlichen Polizei- und Behördenstäben zur Identifikation von Laufrouten und etwaigen Massierungen von Fans genutzt werden.

### Mobilität
An den Spieltagen der EM bot die Deutsche Bahn gegenüber dem Regelverkehr 10.000 zusätzliche Sitzplätze pro Tag im Fernverkehr an. Außerdem gab es ein erhöhtes Nahverkehrsangebot: Beispielsweise fuhr zwischen den vier NRW-Spielorten Dortmund, Gelsenkirchen, Düsseldorf und Köln eine EM-Sonderlinie mit 16 täglichen Abfahrten pro Richtung, bereitgestellt von DB Regio, Centralbahn und TRI. Außerdem wurde hier auch das Kapazitätsangebot weiterer Regionalexpresslinien von den Aufgabenträgern des Nahverkehrs anlässlich der Europameisterschaft deutlich aufgestockt.

### Trainings- und Wohnorte der Nationalteams
Nach den Regularien für die EM 2024 mussten sich die temporären Quartiere der teilnehmenden Nationalteams während des Turniers im Land des Ausrichters befinden. Die Unterkunftsorte der Nationalmannschaften waren während der EM 2024 wie folgt (Trainingsort oder Unterkunft in Klammern):
- Albanien: Kamen (Sportcentrum Kaiserau)[74]
- Belgien: Ludwigsburg (Wasenstadion)[75]
- Dänemark: Freudenstadt (Hermann-Saam-Stadion)[76]
- Deutschland: Herzogenaurach (Adidas-Campus, Homeground)[77]
- England: Blankenhain (Golfresort Weimarer Land)[78]
- Frankreich: Paderborn (Home-Deluxe-Arena)[79]
- Georgien: Velbert (Stadion Velbert bzw. IMS-Arena)[80]
- Italien: Iserlohn (Hemberg-Stadion)[81]
- Kroatien: Neuruppin (Volksparkstadion)[82]
- Niederlande: Wolfsburg (AOK Stadion)[83]
- Österreich: Berlin (Mommsenstadion)[84]
- Polen: Hannover (Eilenriedestadion)[85]
- Portugal: Harsewinkel (Hotel Klosterpforte)[86]
- Rumänien: Würzburg (Akon Arena)[87]
- Schottland: Garmisch-Partenkirchen (Stadion am Gröben)[88]
- Schweiz: Stuttgart (Gazi-Stadion auf der Waldau)[89]
- Serbien: Augsburg (Rosenaustadion)[90]
- Slowakei: Mainz (Bruchwegstadion)[91]
- Slowenien: Wuppertal (Stadion am Zoo)[92]
- Spanien: Donaueschingen (Der Öschberghof)[93]
- Tschechien: Norderstedt (Edmund-Plambeck-Stadion)[94]
- Türkei: Barsinghausen (Sporthotel Fuchsbachtal)[95]
- Ukraine: Taunusstein (Stadion am Halberg)[96]
- Ungarn: Weiler im Allgäu (Tannenhof Resort).[97]

### Preisgelder
Die Preisgelder, die die Nationalteams erhalten konnten, wurden im Dezember 2023 von der UEFA bekanntgegeben. Sie entsprachen denselben wie bei der vorherigen Fußball-Europameisterschaft. Die Antrittsprämie belief sich auf 9,25 Millionen Euro. Der Europameister konnte (bei drei Siegen in der Gruppenphase) maximal 28,25 Millionen Euro bekommen. Die Gesamtsumme aller Prämien betrug 331 Millionen Euro.
| Erreichte Runde   | Preisgeld                                                      | Teams |
| ----------------- | -------------------------------------------------------------- | ----- |
| Antrittsprämie    | 9.250.000 €                                                    | 24    |
| Gruppenphase      | 1.000.000 € für jeden Sieg 0.500.000 € für jedes Unentschieden | 24    |
| Achtelfinale      | 1.500.000 €                                                    | 16    |
| Viertelfinale     | 2.500.000 €                                                    | 08    |
| Halbfinale        | 4.000.000 €                                                    | 04    |
| Vizeeuropameister | 5.000.000 €                                                    | 01    |
| Europameister     | 8.000.000 €                                                    | 01    |

### Logo und Motto

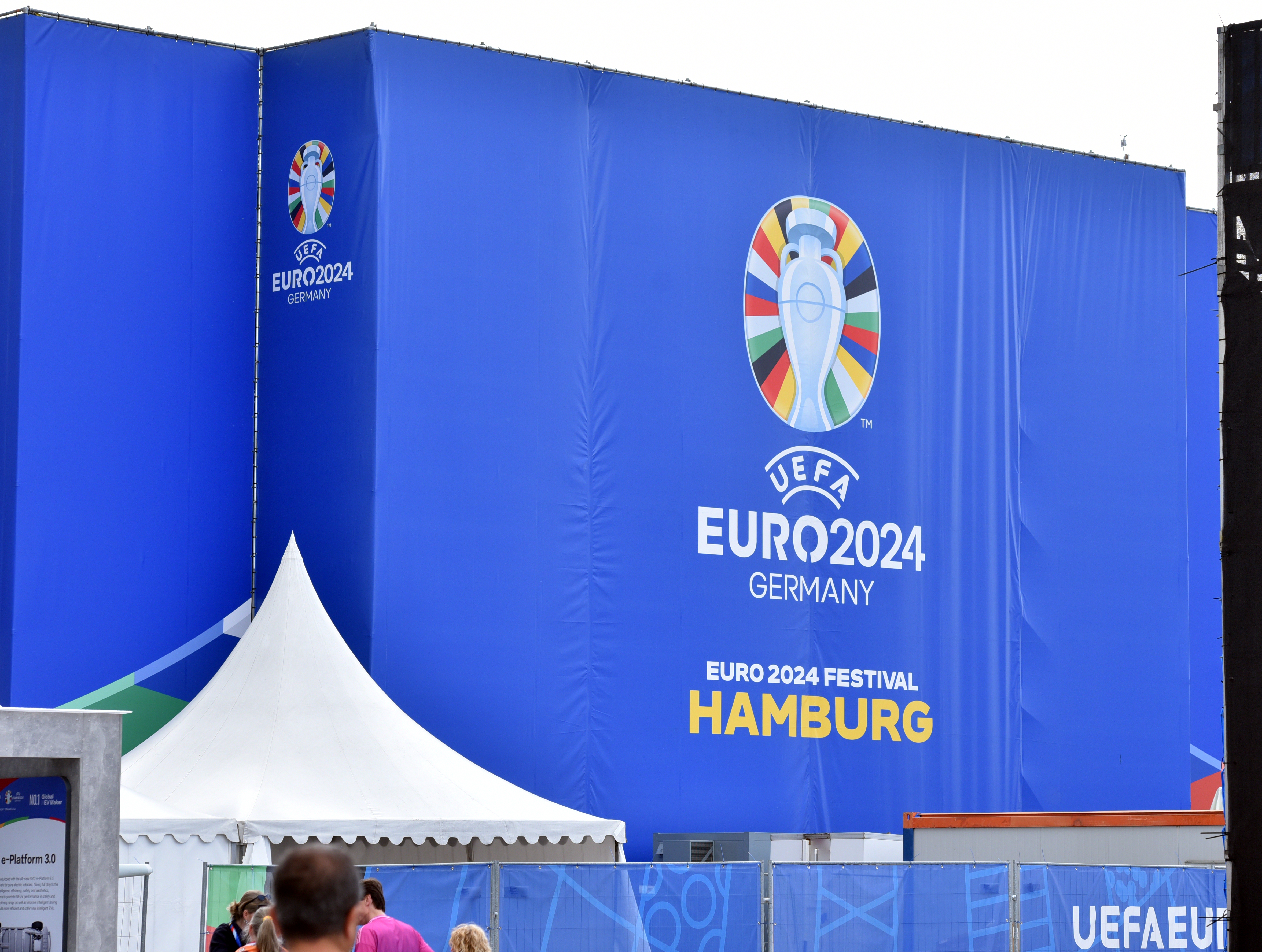
Das EM-Logo in der Fanzone in Hamburg

Das Motto der Europameisterschaft lautet „United by Football. Vereint im Herzen Europas“.
Die Form des Logos ist dem Dach des Olympiastadions Berlin entlehnt. Die Farben der 24 Streifen, welche das Logo umrahmen und wiederum die Zahl der Endrundenteilnehmer widerspiegeln, und deren Anordnung setzen sich aus den Landesflaggen der 55 Mitgliedsverbände der UEFA zusammen. Einige Nationen sind dabei unmittelbar zu erkennen, etwa die Flagge Deutschlands links unten und direkt darüber die Flagge Ungarns beziehungsweise Italiens. Andere Flaggen sind nicht vollständig eingebunden (so fehlt etwa der zweite rote Streifen für Spanien oder Österreich) oder nur in ihren Grundfarben repräsentiert (unter anderem Dänemark und Georgien).

### Spielball

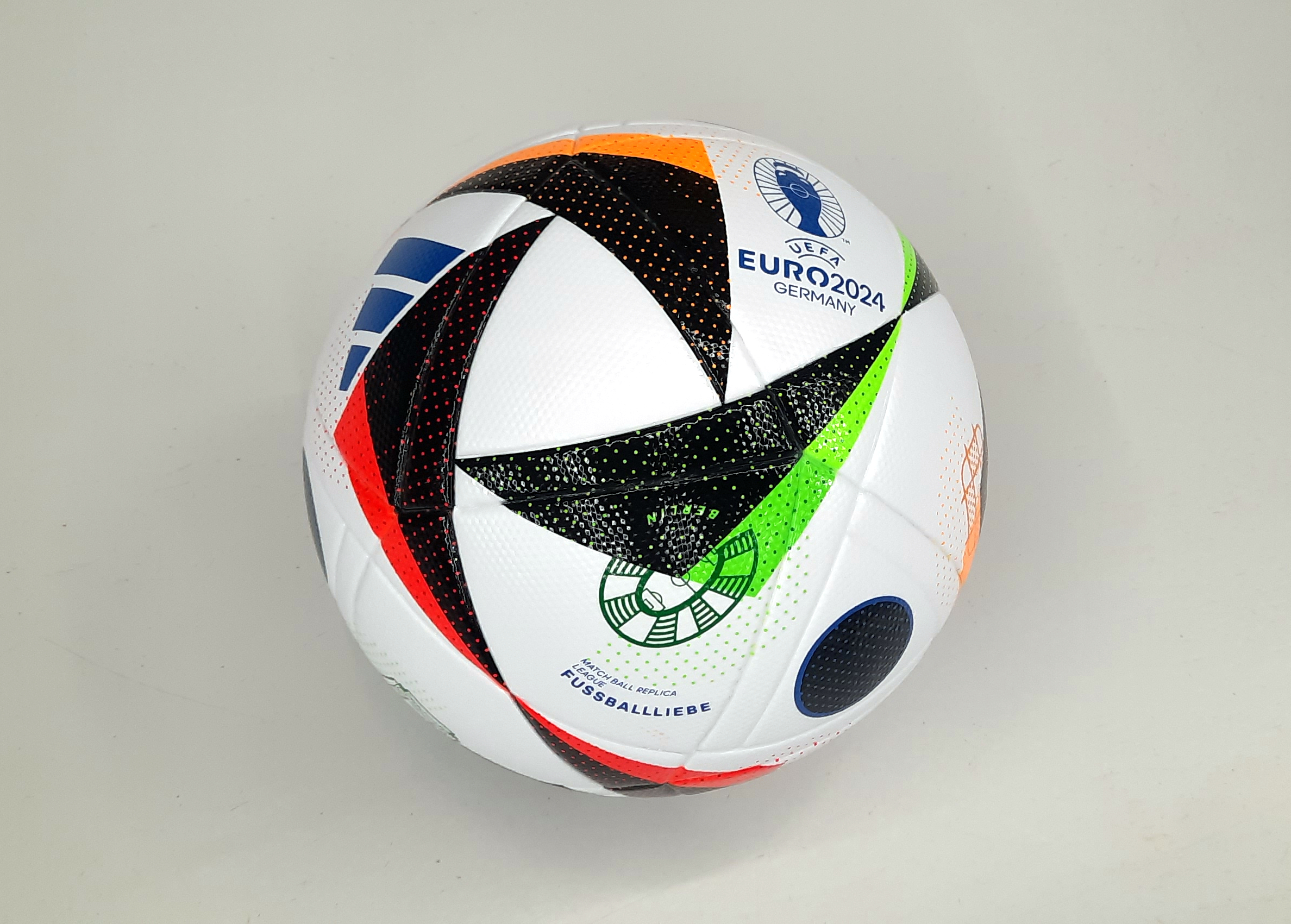
Offizielle Replik-Version des Spielballs Fußballliebe

Der offizielle Spielball zur EM 2024 hieß Fußballliebe und wurde am 15. November 2023 von Hersteller Adidas und UEFA vorgestellt. Dieser war  der erste Spielball einer Europameisterschaft, der über eine inertiale Messeinheit verfügte, um Bewegungsdaten in Echtzeit an den Video-Assistenten zu übermitteln. Die Bewegungsdaten können bis in die Fernseh-Übertragung visualisiert werden.

### Trikotausrüster
Neun der 24 Teams trugen Trikots von Nike (England, Frankreich, Kroatien, Niederlande, Polen, Portugal, Slowakei, Slowenien, Türkei), gefolgt von Adidas mit sechs Teilnehmern (Belgien, Deutschland, Italien, Schottland, Spanien, Ungarn). Weitere vier Mannschaften wurden von Puma ausgestattet (Österreich, Schweiz, Serbien, Tschechien). Die weiteren Trikotausrüster waren Macron (Albanien und Georgien), Joma (Rumänien und Ukraine) sowie Hummel (Dänemark).
Offizieller Partner der UEFA für die Ausstattung der Schiedsrichterteams war wie bereits bei der EM 2021 der Sportartikelhersteller Macron. Neben den klassischen Varianten in Schwarz, Gelb, Pink und Blau gab es bei diesem Turnier eine zusätzliche Option in goldenen Farben.

### Maskottchen

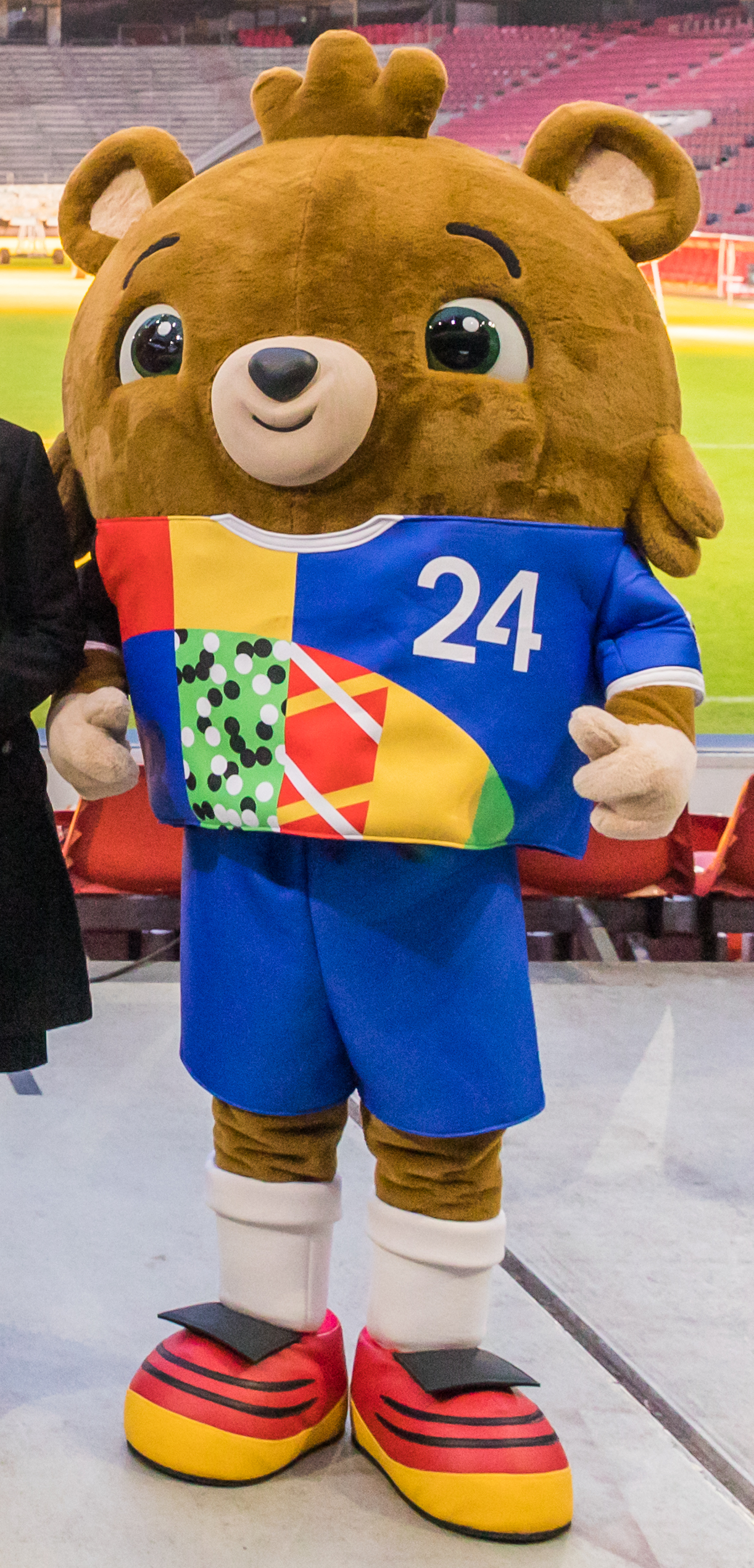
EM-Maskottchen „Albärt“

Das Maskottchen war ein Bär. Über den Namen des Maskottchens wurde in einer öffentlichen Abstimmung entschieden, zur Wahl standen „Albärt“, „Bärnardo“, „Bärnheart“ und „Herzi von Bär“. Der Vorschlag Albärt erhielt mit 32 % von allen abgegebenen Stimmen die meiste Zustimmung.

### Sponsoren
Die folgenden Marken oder Unternehmen waren weltweite Sponsoren: Adidas, AliExpress, Alipay, Atos, Betano Sportwetten, Booking.com, BYD Auto, Coca-Cola Zero, Engelbert Strauss, Gorenje, Hisense, Lidl, Unilever, Visit Qatar und VIVO.
Darüber hinaus waren Bitburger, die Deutsche Bahn, die Deutsche Telekom, die Ergo Group sowie die PHW-Gruppe mit ihrer Marke Wiesenhof offizielle nationale Sponsoren des Turniers in Deutschland.
Topps war der Aufkleber- und Sammelkartenpartner des Turniers. Dies bedeutete das vorläufige Ende von Paninis Zusammenarbeit mit der UEFA, die 1976 begann. Weil Topps nicht die Bildrechte aller Fußballspieler besitzt, greift es bei der Zusammenstellung seines Sammelkartenhefts mitunter auf ehemalige Nationalspieler zurück. Panini dagegen gab das eigene Stickeralbum Deutschland 2024 & die Besten aus Europa heraus, und zusätzlich erstmals die seit Jahrzehnten etablierten Ferrero-Sammelbilder, die sich ausschließlich mit der deutschen Nationalmannschaft befassten.

### Song und Torhymne
Der offizielle Song zur EM 2024 hieß Fire und stammte von der deutschen Sängerin Leony in Zusammenarbeit mit der US-amerikanischen Band One Republic und der italienischen EDM-Gruppe Meduza. Leony ersetzt dabei Kim Petras, die zuvor für den Song vorgesehen war und im Verlauf absagte.
Darüber hinaus teilte die UEFA mit, dass Torhymnen bei der EM 2024 „für alle Teams gleich“ seien. Am 16. Juni 2024 wurde beim im Volksparkstadion in Hamburg ausgetragenen Spiel zwischen den Niederlanden und Polen bei allen drei Toren – „Oranje“ gewann das Spiel mit 2:1 – Song 2 von Blur, welches die Torhymne des FC St. Pauli war, abgespielt. Bei diesem Verein handelte es sich um den Stadtrivalen des Hamburger SV, der normalerweise seine Heimspiele im Volkspark austrägt. Das Abspielen von Song 2 sorgte für Unmut unter den HSV-Fans, weshalb die UEFA darauf reagierte und die Torhymne fürs Volksparkstadion wechselte. Bei der am 19. Juni 2024 im Volkspark ausgetragenen Partie, die zwischen Kroatien und Albanien ausgespielt wurde, wurde Seven Nation Army von The White Stripes abgespielt. Dadurch kam es zu einer uneinheitlichen Nutzung der Torhymne. Während u. a. in Hamburg und Gelsenkirchen Seven Nation Army zu hören war, wurde beispielsweise in Köln weiterhin Song 2 eingespielt.
Damit der Video-Assistent die Möglichkeit hatte, die regelkonforme Erzielung der Tore zu prüfen, war vorgesehen, die Torhymne zeitversetzt abzuspielen. Dennoch war die Torhymne auch bei später zurückgenommenen Treffern zu hören, beispielsweise nach dem Schuss von Robert Andrich im Gruppenspiel der deutschen Nationalmannschaft gegen das Schweizer Team.

### Videospiel
Der Computerspielhersteller Electronic Arts (EA) erwarb die Lizenz, eine Fußballsimulation zur UEFA Euro 2024 zu entwickeln und zu verkaufen. EA bot unter der Marke EA Sports jedoch kein separates Videospiel zur EM 2024 an, sondern versah die bereits vor Beginn der EM veröffentlichten Videospiele EA Sports FC 24 und EA Sports FC Mobile im Juni 2024 mit einem Softwareupdate, wodurch die EM 2024 in genannten Spielen simuliert werden konnte.

### UEFA Volunteers
Wie bei jeder UEFA-Veranstaltung wurden die meisten organisatorischen Aufgaben und Serviceaufgaben von Freiwilligen übernommen und durchgeführt, den sogenannten „UEFA Volunteers“. Dazu wurde genau ein Jahr vor Turnierbeginn von der UEFA aufgerufen, sich bei Interesse als Freiwilliger zu bewerben. In den folgenden Monaten bewarben sich 146.000 Menschen aus der gesamten Welt. Diese Anzahl an Bewerbungen stellte einen Rekord in der Geschichte der UEFA da. Insgesamt wurden 16.000 Freiwillige für das gesamte Turnier eingestellt. Somit hatten die zehn Spielorte jeweils 1.600 Freiwillige für die verschiedenen Aufgaben zur Verfügung. Jeder Freiwillige wurde mit einer Uniform und Ausrüstung von Adidas ausgestattet, welche in den Farben Grün, Gelb und Grau gehalten waren.

### Botschafter der Spielorte
Um die zehn Spielorte darzustellen und zu bewerben, gab es in jeder Stadt sogenannte Botschafter. Bei diesen Personen handelte es sich um Persönlichkeiten aus den Bereichen Sport, Medien und Gesellschaft. Zudem hatten alle Spielorte die Möglichkeit, diese durch lokale Botschafter für die UEFA Euro 2024 zu unterstützen.
Berlin
Kevin-Prince Boateng
Dortmund
Roman Weidenfeller
Annike Krahn
Düsseldorf
Martina Voss-Tecklenburg
Sandra Mikolaschek
Selin Oruz
Frankfurt
Alex Meier
Deborah Levi
Gelsenkirchen
Gerald Asamoah
Hamburg
Patrick Esume
Köln
Toni Schumacher
Leipzig
Jörg Junhold
München
Felix Brych
Stuttgart
Cacau
Niko Kappel
Elisabeth Seitz

## Kritik und Kontroversen

### Zusage zu Grundrechtseinschränkung
Vor der Vergabe der EM hat sich die UEFA von der deutschen Bundesregierung und den Regierungen anderer Staaten, die sich als Ausrichter bewarben, in Verträgen und Garantieerklärungen unter anderem zusichern lassen, im Umfeld von Stadien und auf den Fanfesten politisch oder religiös motivierte Demonstrationen zu unterbinden. Laut dem Rechtswissenschaftler Christian Ernst würden solche Zusagen aufgrund der Meinungsäußerungsfreiheit vor deutschen Gerichten jedoch kaum Bestand haben.

### Verteilung von Kosten und Gewinnen zwischen UEFA und Austragungsorten
Um den Zuschlag für die Ausrichtung der EM 2024 zu erhalten, sagte die deutsche Bundesregierung der UEFA „Steuerbefreiung“ bei der Ausrichtung zu, weil der damalige Mitbewerber, die Türkei, der UEFA auch eine vollständige Steuerfreiheit und die mietfreie Überlassung der Stadien angeboten hatte. Normalerweise müssen ausländische Veranstalter, die in Deutschland Sportereignisse ausrichten, 15 Prozent ihrer Einkünfte abgeben. Die UEFA verteidigte gegenüber dem Spiegel ihre Forderung nach Steuererleichterungen und erklärte „nicht profitorientiert“ zu sein; die Einnahmen aus dem Wettbewerb würden laut UEFA „in die Entwicklung des Fußballs in ganz Europa reinvestiert“. So sollen laut UEFA-Budgetbericht 935 Millionen Euro für Investitionen in Fußballentwicklungsprojekte der Mitgliedsverbände fließen.
Laut den Verträgen müssen Gastgeberstädte „alle Kosten übernehmen“, die bei der „Planung, dem Betrieb und dem Abbau“ von Fanfesten anfallen. Die UEFA behielt dagegen dennoch „alle kommerziellen Rechte“ bei den Fanfesten und Fanzonen. Nach Angaben von Martin Sauer, der als Jurist und Fußball-EM-Beauftragter der Stadt Dortmund fungiert, gibt es „ein gewisses Ungleichgewicht“ zwischen den Vertragspartnern, „dessen man sich aber bewusst war“. Auch müssen laut den Verträgen im Umfeld von Stadien und auf den Fanfesten Werbungen von Unternehmen, die keine offiziellen Sponsoren beziehungsweise Vertragspartner der UEFA sind, unterbleiben. Laut dem Rechtswissenschaftler Christian Ernst ist es dem Staat nicht erlaubt, „einseitig in den Wettbewerb und auf Kosten eines anderen einzugreifen“. Entgegen mancher Berichte, wonach Gewinne aus dem Betrieb der Fanmeilen nicht an die Kostenträger (die Städte) gehen, sondern an die UEFA fließen, ist dies zumindest in Leipzig nicht der Fall; dort behält die Stadt etwaige Gewinne.
Im Rahmen der Diskussion um die Verteilung der Kosten der EM veröffentlichten FragDenStaat und Correctiv Verträge, welche Städte hierzu abgeschlossen haben.

### Transport, Nahverkehr und Deutsche Bahn
Vielfach kritisiert, insbesondere durch internationale Medien, wurden zahlreiche Probleme beim Transport der Fans zu einigen Spielorten und von diesen weg mittels des öffentlichen Nahverkehrs. Zuschauer berichteten von überfüllten Bahnstationen und einer Überlastung der Deutschen Bahn, was auch in Videos zu sehen ist.

### Aufdeckung von Sicherheitslücken durch Marvin Wildhage
Der YouTuber Marvin Wildhage überwand u. a. mithilfe eines Kostüms des EM-Maskottchens Albärt sämtliche Eingangskontrollen beim Eröffnungsspiel, für das er keine Zugangsberechtigung besaß, und gelangte bis auf das Spielfeld während der Eröffnungszeremonie, womit er Fragen nach der Stadionsicherheit aufwarf. Die UEFA sprach ein Stadionverbot für die gesamte EM aus und verbot ihm die Veröffentlichung sämtlichen Videomaterials, was als Versuch kritisiert wurde, sämtliche Kritik an Problemen des Sicherheitskonzepts unter den Tisch kehren zu wollen.

### Weitere Sicherheitslücken
Beim Achtelfinale zwischen Deutschland und Dänemark gelangte ein vermummter Mann trotz Sicherheitskonzept auf das Stadiondach. Die zweite Halbzeit des Spiels wurde einige Minuten später angepfiffen. Die Polizei schloss eine Gefährdung für die Zuschauer aus und ergriff den Mann nach dem Spiel. Der 21-Jährige gab an, der Roofer-Szene anzugehören und für „gute Fotos“ auf das Stadiondach geklettert zu sein. Gegen ihn wurde ein Strafverfahren wegen Hausfriedensbruch eröffnet.
Größere Aufmerksamkeit erregten Videoaufnahmen vom Achtelfinale zwischen Portugal und Slowenien, die mehrere Ordner zeigen, die während des Spiels am Rand des Spielfelds auf einen am Boden liegenden Mann einschlagen, der möglicherweise als Flitzer auf das Spielfeld gelangen wollte. Es wurde ein Ermittlungsverfahren wegen Körperverletzung eingeleitet.
Trotz Sicherheitsvorkehrungen gelangten in mehreren Spielen Flitzer auf den Rasen, darunter in mehreren Spielen mit Cristiano Ronaldo (in einem Spiel alleine vier Personen), ebenso auch im ersten Halbfinale.

### Widerspruch bei Nachhaltigkeitsanspruch
Die UEFA bewirbt die EM 2024 als „nachhaltigste Fußball-EM aller Zeiten“. Den Nachhaltigkeitsanspruch mussten die teilnehmenden Nationalteams nicht erfüllen; diese nutzten mitunter innerdeutsche Flüge zur An- und Abreise von Spielen. So ließ sich die türkische Fußballnationalmannschaft, die während des Turniers in Barsinghausen bei Hannover residiert, zu einem Spiel in Hamburg fliegen (Distanz 180 Kilometer). Die deutsche Nationalmannschaft ließ sich fliegen, um ein paar Stunden weniger von Nürnberg nach Dortmund und zurück reisen zu müssen, anstatt die ca. 420 Kilometer per Bus oder Bahn zurückzulegen. Auch hatte das verwendete Flugzeug dafür Leerflüge zu absolvieren, weil das Flugzeug im normalen Flugverkehr auf einer anderen Strecke eingesetzt wurde. Extreme Kurzstreckenflüge, wie es innerdeutsche Flüge sind, sind relativ umweltschädlich.

### Nationalistische Parolen
Im Laufe der Euro 2024 kam es zudem wiederholt zu Vorfällen, bei denen völkische Symbole gezeigt wurden und nationalistische und Menschen verachtende Sprechchöre zu hören waren. So riefen etwa beim zweiten Vorrundenspieltag der Gruppe B zwischen Kroatien und Albanien die Anhänger beider Teams „Ubi, ubi, ubi Srbina!“ („Tötet, tötet, tötet den Serben!“). Serbische Fans wiederum huldigten lautstark dem Kriegsverbrecher Ratko Mladić und zeigten während der Spiele ihres Nationalteams wiederholt Flaggen, auf denen die Umrisse eines Großserbiens zu sehen waren – inklusive des seit 2008 unabhängigen Kosovo.
Auch beim Spiel Polen gegen Österreich gab es einen völkischen Zwischenfall, als Anhänger des österreichischen Teams ein Transparent mit der Aufschrift „Defend Europe“ hochhielten – eine Parole, die aus der identitären Bewegung kommt und dort den Verschwörungsmythos der neuen Rechten vom großen Austausch bedient. Als Strafe musste der ÖFB 20.000 Euro zahlen.
Weithin bekannt wurde darüber hinaus der sogenannte Wolfsgruß, der bei türkischen Spielen sowohl von den Fans wie auch von Spielern auf dem Rasen gezeigt wurde. Diese Geste steht für die rassistisch-nationalistische Ideologie der „Grauen Wölfe“, die von der historischen und moralischen Überlegenheit der Turkvölker ausgehen. „Graue Wölfe“ werden seit  den 1960er Jahren militante Jugendgruppen und Paramilitärs genannt, denen zahlreiche politische Morde, unter anderem an Kurden, Aleviten, Sozialisten und Gewerkschaftern in der Türkei zwischen den 60er und 90er Jahren zugeschrieben werden.
Die UEFA hatte bereits 2011 einen Drei-Stufen-Plan verabschiedet, um menschenfeindliche Symbole, Gesten und Sprechchöre während einer Partie zu unterbinden. Danach sollte der Schiedsrichter als erstes eine Lautsprecherdurchsage veranlassen, die ein sofortiges Unterlassen der diskriminierenden Handlungen fordert. Führt dieses nicht zum Ziel, käme im zweiten Schritt die Unterbrechung des Spiels für 5 bis 10 Minuten. Als Ultima Ratio wäre im dritten Schritt auch ein Spielabbruch vorgesehen. Dieser Plan kam bei Euro 2024 nicht zum Einsatz, vielmehr beließ man es bei Geldstrafen für Verbände und Spieler – und verhängte in lediglich zwei Fällen Sperren für jeweils zwei Spiele gegen Spieler, den Albaner Mirlind Daku und den Türken Merih Demiral.

### Schiedsrichterleistung im Viertelfinale Deutschland – Spanien
Kontrovers diskutiert wurden die Entscheidungen des Schiedsrichters Anthony Taylor im Viertelfinale zwischen Deutschland und Spanien. Einerseits hätte Toni Kroos bereits nach sechs Minuten die zweite Gelbe Karte (und damit die Gelb-Rote) sehen können, andererseits hätte es in der Nachspielzeit nach einem Handspiel des Spaniers Marc Cucurella im eigenen Strafraum einen Strafstoß für Deutschland geben können. In ihrer internen Aufarbeitung des Turniers kam die UEFA-Schiedsrichterkommission zu dem Schluss, dass ein Strafstoß hätte verhängt werden müssen.